# Championnat de France de football de National 3
Pour les articles homonymes, voir CFA, Nationale 3 et N3.
Le Championnat de France de football de National 3 (anciennement connu sous le nom de Championnat de France amateur 2 de football ou CFA 2 ou encore N3) est une compétition française de football correspondant au cinquième niveau hiérarchique, derrière la Ligue 1, la Ligue 2, le National et le National 2.

## Historique

Ancien logo du CFA 2.

En 1993, dans le cadre de la réorganisation hiérarchique de la FFF, le Championnat de France de football de National 3 est créé pour s'insérer entre les ligues régionales et le championnat de National 2, créé au même moment pour succéder au championnat de Division 4 mise en place en 1978.
De 1994-1995 à 1997-1998, le Stade de Reims, ancien grand club européen, joue en National 3 puis CFA 2. Après de très bons parcours marqués notamment par un échec aux barrages d'accessions en 1995-1996, Reims termine champion en 1998. En 1999, en raison d'un dépôt de bilan, le FC Rouen, alors connu sous le nom d'OG Rouen, est rétrogradé administrativement en CFA 2. Ils réussissent le pari de la remontée immédiate.
En 2002-2003 et 2005-2006, le Red Star Football Club, multiple gagnant de la coupe de France, participe également au CFA 2. En 2004-2005, c'est un autre club ayant connu l'élite qui participe au CFA 2 : le FC Mulhouse, encore en Division 1 en 1990, et qui parvient à remonter directement.
Durant la saison 2007-2008, la FFF a été contrainte de repêcher deux clubs à la suite d'une décision du tribunal administratif de Bordeaux. Celui-ci avait demandé, cinq jours avant l'ouverture de la saison, de faire rejouer le match de barrages concernant Bergerac. Dans l'impossibilité matérielle de faire rejouer la rencontre si près du début de saison, la FFF a décidé d'intégrer Bergerac et Monts-d’Or-Azergues en Groupe E, ainsi ce groupe compte uniquement pour la saison 2007-2008 18 équipes.
À la suite d'une procédure engagée par les deux clubs relégués du groupe E fin 2007-2008 (17e et 18e), le Conseil d'État, bien qu'ayant jugé la requête « trop tardive », a déclaré « incompétente » pour le faire la Commission de la FFF, qui avait pris cette décision contraire aux règlements de l'époque. C'est d'ailleurs pour cette raison que la FFF a modifié ses règlements dans la foulée pour lui permettre de faire ce type d'opération à tout moment.
Pour la saison 2008-2009, les groupes A et G comptent 17 clubs en raison de problèmes lors des play-offs en juin 2008. Certains matches devaient être rejoués en raison de l'annulation d'une rencontre pour non-qualification d'un joueur aligné, mais les joueurs étaient déjà partis en vacances fin juin quand la décision de la FFF tomba. La réserve de Créteil refusa de rejouer.
À l'issue de la saison 2010-2011, le SO Chambéry Foot est interdit d'accession en CFA par la DNCG. Il en est de même pour le Calais RUFC.
La saison 2011-2012 est notamment marquée par les relégations administratives de Grenoble Foot 38 et du Racing Club de Strasbourg en CFA 2. Ils participent respectivement aux groupes E et C, dont ils disputent vite le haut du classement, et finissent tous deux premiers.
Pour la saison 2012-2013, le championnat est composé de huit poules de quatorze clubs, et non plus de seize clubs, comme auparavant. Dans chaque poule, un club monte, et quatre descendent.
Pour la saison 2017-2018, le championnat redevient le National 3 et est réorganisé en douze groupes de 14 clubs correspondant aux 13 régions administratives issues de la réforme territoriale de 2015 à l'exception des régions Provence-Alpes-Côte d'Azur et Corse qui sont regroupées dans un seul et même groupe. Cette réforme accompagne celle des ligues régionales de football, calquée sur celle des régions. Ces lignes régionales deviennent les organisatrices du championnat National 3 qui devient de fait le premier échelon du niveau régional, malgré son nom laissant penser à un championnat organisé au niveau national. Aussi, l'attribution des points évolue et se fait de manière analogue aux niveaux supérieurs : 3 points pour une victoire, 1 pour un match nul et aucun pour une défaite. Dans certains cas, rares, les clubs sont pénalisés par les instances disciplinaires et se voient retirer un ou plusieurs points. Un point est également déduit en cas de forfait. Ce système de points est en vigueur pour tous les championnats en France à partir de la National 2. En effet, avant cette saison, on attribuait 4 points pour une victoire, 2 pour un match nul et 1 pour une défaite. Aucun point n'était cependant attribué en cas de forfait. Ce système de points était également en vigueur en CFA, en Ligues régionales et en districts.
En 2022, la fédération valide la réforme des championnats amateurs et le retour à 8 poules en plusieurs étapes. Le championnat est réduit à 11 poules en 2023-24, puis à 10 en 2024-25 et finalement à 8 lors de la saison 2025-2026.

## La compétition
Le championnat de France de National 3 est composé de 10 groupes de 14 équipes, soit 140 clubs au total pour la saison 2024-2025. Les équipes sont classées selon leur nombre de points, lesquels sont répartis ainsi : 3 points pour une victoire, 1 point pour un match nul, zéro point pour une défaite et en cas de forfait.
Dix clubs, les premiers de chaque groupe, sont promus en National 2 à la fin de la saison. Si le premier ne peut accéder, c'est le deuxième (ou les suivants dans l'ordre du classement en cas d'inéligibilité) puisque le règlement de la FFF indique qu'il faut une montée par groupe.Cependant, si un club de National 2 est relégué administrativement en National 3 (sur décision de la DNCG par exemple), ce n'est pas un autre club de National 3 qui est promu mais un club de National 2 qui est repêché.
Lors de la saison 2024-2025, les quatre derniers de chaque groupe de National 3, ainsi que le plus mauvais dixième, seront relégués en championnat régional. C'est la dernière saison de la réforme des championnats nationaux. En 2025-2026, le National 3 ne comptera plus que huit groupes de 14 équipes.

## Affluences
En 1998-1999, le FC Rouen réalise le record d'affluence pour un match l'opposant à l'USON Mondeville, le 10 avril 1999. Ce ne sont pas moins de 4 734 spectateurs qui assistent à la rencontre. Le précédent record était détenu par le Stade de Reims qui, un an plus tôt, avait attiré 3 079 personnes au stade Auguste-Delaune, l'année de la montée en CFA.
En 2010, Calais, à la suite d'une initiative de Michel Mospinek, ambitionne de battre le record d'affluence. Avec 4 442 spectateurs, le défi n'est pas relevé.
La saison 2011-2012 voit le Racing Club de Strasbourg déclarer des affluences supérieures au record de 1999 à 14 reprises sur les 15 matchs disputés à domicile au stade de la Meinau, 14e de France en termes de capacité. En outre, il bat le précédent record dès son premier match à domicile, face à l'AS Illzach Modenheim, puis bat son propre record lors du derby face au SC Schiltigheim, le relevant de 10,9 %.
Étant considérés des problèmes à l'entrée du stade de la Meinau lors du match Strasbourg - Vesoul en 2011-2012, le record a certainement été élevé à 13 000 ou 14 000 spectateurs à cette occasion alors que le chiffre officiel est de 9 132.
| Saison    | Affiche                                   | Stade                 | Affluence |
| --------- | ----------------------------------------- | --------------------- | --------- |
| 2011-2012 | RC Strasbourg - SC Schiltigheim           | Stade de la Meinau    | 10 883    |
| 2011-2012 | RC Strasbourg - AS Illzach Modenheim      | Stade de la Meinau    | 9 813     |
| 2011-2012 | RC Strasbourg - Vesoul HSF                | Stade de la Meinau    | 9 132     |
| 2013-2014 | CS Sedan Ardennes - IC Croix              | Stade Louis-Dugauguez | 8 327     |
| 2011-2012 | RC Strasbourg - Jarville JF               | Stade de la Meinau    | 7 824     |
| 2017-2018 | SC Bastia - AC Ajaccio 2                  | Stade Armand Cesari   | 6 822     |
| 2011-2012 | RC Strasbourg - FC Chaumont               | Stade de la Meinau    | 6 724     |
| 2011-2012 | RC Strasbourg - AJ Auxerre 3              | Stade de la Meinau    | 6 365     |
| 2011-2012 | RC Strasbourg - FC Steinseltz             | Stade de la Meinau    | 6 207     |
| 2011-2012 | RC Strasbourg - FC Saint-Louis Neuweg     | Stade de la Meinau    | 5 275     |
| 2011-2012 | RC Strasbourg - GS Neuves-Maisons         | Stade de la Meinau    | 5 018     |
| 2017-2018 | SC Bastia - US Marseille Endoume          | Stade Armand Cesari   | 5 008     |
| 2011-2012 | RC Strasbourg - SR Saint-Dié              | Stade de la Meinau    | 5 003     |
| 2011-2012 | RC Strasbourg - CA Pontarlier             | Stade de la Meinau    | 4 920     |
| 2011-2012 | RC Strasbourg - Dijon FCO 2               | Stade de la Meinau    | 4 809     |
| 2011-2012 | RC Strasbourg - ES Thaon                  | Stade de la Meinau    | 4 783     |
| 2011-2012 | RC Strasbourg - AS Belfort Sud            | Stade de la Meinau    | 4 753     |
| 1998-1999 | FC Rouen - USON Mondeville                | Stade Robert-Diochon  | 4 734     |
| 2011-2012 | RC Strasbourg - US Forbach                | Stade de la Meinau    | 4 670     |
| 2009-2010 | RC Calais - ES Wasquehal                  | Stade de l'Épopée     | 4 442     |
| 2016-2017 | Le Mans FC - Tours FC 2                   | MMArena               | 3 609     |
| 2016-2017 | Le Mans FC - Saint Pryvé Saint Hilaire FC | MMArena               | 3 379     |

Légende
- Précédent record battu lors de cette rencontre

## Palmarès

### Palmarès par groupe
1993-2017
| National 3                      | National 3                  | National 3                  | National 3                  | National 3            | National 3              | National 3                 | National 3                  | National 3         |
| Saison                          | Groupe A                    | Groupe B                    | Groupe C                    | Groupe D              | Groupe E                | Groupe F                   | Groupe G                    | Groupe H           |
| ------------------------------- | --------------------------- | --------------------------- | --------------------------- | --------------------- | ----------------------- | -------------------------- | --------------------------- | ------------------ |
| 1993-1994                       | AS Beauvais rés.            | Le Mans UC 72 rés.          | CS Blénod                   | Angers SCO rés.       | Clermont Foot           | Olymp. Thonon Chablais     | FC Bergerac                 | FC Martigues rés.  |
| 1994-1995                       | Red Star rés.               | Paris Saint-Germain 2e rés. | FC Sens                     | Stade lavallois rés.  | SO Romorantinais        | RC Lons-le-Saunier         | AFC Aurillac                | ES Vitrolles       |
| 1995-1996                       | Olympique Saint-Quentin     | Amiens SC rés.              | ASC Biesheim                | RC La Flèche          | LB Châteauroux rés.     | AC Ajaccio                 | Montauban FC                | Stade beaucairois  |
| 1996-1997                       | JA Armentières              | US Moissy-Cramayel          | AC Troyes rés.              | FC Lorient rés.       | VF Fontenay             | FC Gueugnon rés.           | Borgo FC                    | FC Bourg-Péronnas  |
| Championnat de France amateur 2 |                             |                             |                             |                       |                         |                            |                             |                    |
| Saison                          | Groupe A                    | Groupe B                    | Groupe C                    | Groupe D              | Groupe E                | Groupe F                   | Groupe G                    | Groupe H           |
| 1997-1998                       | Calais RUFC                 | FC Les Lilas                | Stade de Reims              | Le Mans UC 72 rés.    | LB Châteauroux rés.     | AJ Auxerre 2e rés.         | AS Porto Vecchio            | ASOA Valence rés.  |
| 1998-1999                       | AC Cambrai                  | SS L'Hôpital                | AJ Auxerre 2e rés.          | AC Arles              | ES Vitrolles (2)        | FC Libourne-Saint-Seurin   | Le Mans UC 72 rés.          | OG Rouen           |
| 1999-2000                       | Levallois SC                | FCSR Haguenau               | FC Sochaux-Montbéliard rés. | AS Saint-Étienne rés. | RCO Agde                | FC Saint-Médard            | FC Nantes rés.              | USON Mondeville    |
| 2000-2001                       | SC Abbeville                | Red Star rés.               | USFC Vesoul                 | SC Bastia rés.        | US Endoume              | ESA Brive                  | EA Guingamp rés.            | Entente SSG        |
| 2001-2002                       | Amiens SC rés.              | US Sénart-Moissy            | FC Sochaux-Montbéliard rés. | US Saint-Georges      | Stade raphaëlois        | Girondins de Bordeaux rés. | FC Lorient rés.             | RC La Flèche       |
| 2002-2003                       | Calais RUFC                 | AJ Auxerre 2e rés.          | SC Schiltigheim             | Gap HAFC              | Sporting Toulon Var     | Aviron bayonnais           | Stade poitevin              | US Concarneau      |
| 2003-2004                       | US Lesquin                  | CO Châlons                  | SA Épinal                   | AS Yzeure             | US Le Pontet            | Rodez AF                   | USJA Carquefou              | USON Mondeville    |
| 2004-2005                       | SC Feignies                 | Dijon FCO rés.              | FC Gueugnon rés.            | SO Cassis-Carnoux     | US Luzenac              | Le Mans UC 72 rés.         | AS Vitré                    | Villemomble Sports |
| 2005-2006                       | Red Star                    | RC Épernay                  | Vesoul HSC                  | Nîmes Olympique rés.  | CA Bastia               | Stade bordelais            | Les Herbiers VF             | SM Caen rés.       |
| 2006-2007                       | Valenciennes FC rés.        | ASM Belfort                 | ASF Andrézieux-Bouthéon     | Hyères FC             | Fontenay VF             | RC France 92               | La Vitréenne FC             | SM Caen rés.       |
| 2007-2008                       | Noisy-le-Sec OB93           | ES Troyes AC rés.           | FC Villefranche Beaujolais  | RCO Agde              | Chamois niortais rés.   | Luçon VF                   | Stade quimpérois            | UJA Alfortville    |
| 2008-2009                       | AS Marck                    | JA Drancy                   | SA Épinal                   | Grenoble Foot 38 rés. | Stade raphaëlois        | Toulouse Fontaines         | Tours FC rés.               | USJA Carquefou     |
| 2009-2010                       | Calais RUFC                 | FCM Aubervilliers           | FC Metz rés.                | Monts d'Or Azergues   | AS Monaco rés.          | AS Béziers                 | Le Poiré-sur-Vie VF         | FC Lorient rés.    |
| 2010-2011                       | AC Amiens                   | Calais RUFC                 | RC Strasbourg rés.          | SO Chambéry           | FC Calvi                | Stade montois              | Olympique de Saumur FC      | GSI Pontivy        |
| 2011-2012                       | FC Chambly                  | US Roye                     | RC Strasbourg               | FC Montceau           | Grenoble Foot 38        | Stade bordelais            | Trélissac FC                | US Saint-Malo      |
| 2012-2013                       | FC Dieppe                   | Entente SSG                 | Vesoul HSF                  | AS Saint-Priest       | OGC Nice rés.           | Jeunesse villenavaise      | FC Nantes rés.              | AS Vitré           |
| 2013-2014                       | Arras FA                    | IC Croix                    | FC Metz rés.                | AS Saint-Étienne rés. | FC Sète                 | Montpellier HSC rés.       | US Fleury-Mérogis           | FC Lorient rés.    |
| 2014-2015                       | Voltigeurs de Châteaubriant | SO Cholet                   | AC Boulogne-Billancourt     | ES Wasquehal          | AJ Auxerre rés.         | Le Puy Foot                | Olympique de Marseille rés. | Bergerac PFC       |
| 2015-2016                       | Stade rennais FC rés.       | FC Chartres                 | ES Paulhan-Pézenas          | SC Toulon             | ASF Andrézieux-Bouthéon | Stade de Reims rés.        | Lille OSC rés.              | Le Havre AC rés.   |
| 2016-2017                       | Stade briochin              | St-Pryvé St-Hilaire FC      | AS Beauvais                 | RC Strasbourg rés.    | Sainte-Geneviève Sports | AS Saint-Priest            | RC Grasse                   | Stade bordelais    |

2017-2023
Entre 2017 et 2023, le championnat est organisé par les ligues régionales qui gèrent leur poule respective (sauf la poule Corse-Méditerranée qui reste gérée par la FFF).
| National 3 | National 3                                                | National 3                                                | National 3                                                | National 3                                                | National 3                                                | National 3                                                | National 3                                                | National 3                                                | National 3                                                | National 3                                                | National 3                                                | National 3                                                |
| Saison     | Auvergne-Rhône-Alpes                                      | Bourgogne-Franche-Comté                                   | Bretagne                                                  | Centre-Val de Loire                                       | Grand Est                                                 | Hauts-de-France                                           | Île-de-France                                             | Normandie                                                 | Nouvelle-Aquitaine                                        | Occitanie                                                 | Pays de la Loire                                          | Corse-Méditerranée                                        |
| ---------- | --------------------------------------------------------- | --------------------------------------------------------- | --------------------------------------------------------- | --------------------------------------------------------- | --------------------------------------------------------- | --------------------------------------------------------- | --------------------------------------------------------- | --------------------------------------------------------- | --------------------------------------------------------- | --------------------------------------------------------- | --------------------------------------------------------- | --------------------------------------------------------- |
| 2017-2018  | AS Saint-Étienne rés.                                     | CA Pontarlier                                             | Vannes OC                                                 | Blois Foot                                                | FCSR Haguenau                                             | Entente Feignies Aulnoye FC                               | AC Bobigny                                                | CMS Oissel                                                | Girondins de Bordeaux rés.                                | Nîmes Olympique rés.                                      | FC Nantes rés.                                            | US Endoume                                                |
| 2018-2019  | FC Chamalières                                            | Dijon FCO rés.                                            | EA Guingamp rés.                                          | Bourges Foot                                              | FC Mulhouse                                               | Olympique Saint-Quentin                                   | FC Gobelins                                               | FC Rouen                                                  | Angoulême CFC                                             | Montpellier HSC rés.                                      | Angers SCO rés.                                           | SC Bastia                                                 |
| 2019-2020  | GFA Rumilly Vallières                                     | AJ Auxerre rés.                                           | Stade plabennécois                                        | Tours FC                                                  | FC Metz rés.                                              | AS Beauvais                                               | FC Versailles                                             | SM Caen rés.                                              | Stade montois                                             | Canet Roussillon FC                                       | Voltigeurs de Châteaubriant                               | Athlético Marseille                                       |
| 2020-2021  | Compétition annulée en raison de la pandémie de Covid-19. | Compétition annulée en raison de la pandémie de Covid-19. | Compétition annulée en raison de la pandémie de Covid-19. | Compétition annulée en raison de la pandémie de Covid-19. | Compétition annulée en raison de la pandémie de Covid-19. | Compétition annulée en raison de la pandémie de Covid-19. | Compétition annulée en raison de la pandémie de Covid-19. | Compétition annulée en raison de la pandémie de Covid-19. | Compétition annulée en raison de la pandémie de Covid-19. | Compétition annulée en raison de la pandémie de Covid-19. | Compétition annulée en raison de la pandémie de Covid-19. | Compétition annulée en raison de la pandémie de Covid-19. |
| 2021-2022  | Thonon Évian Grand Genève FC                              | Racing Besançon                                           | Stade rennais FC rés.                                     | Vierzon FC                                                | SR Colmar                                                 | Wasquehal football                                        | Racing CFF                                                | Évreux FC                                                 | Stade bordelais                                           | Olympique d'Alès                                          | Olympique de Saumur                                       | AS Furiani-Agliani                                        |
| 2022-2023  | FC Bourgoin-Jallieu                                       | UF Mâconnais                                              | Dinan Léhon FC                                            | Avoine OCC                                                | ASC Biesheim                                              | Entente Feignies Aulnoye FC                               | FCM Aubervilliers                                         | AF Virois                                                 | FC Libourne                                               | AS Béziers                                                | La Roche VF                                               | AS Cannes                                                 |

2023-2025
À partir de la saison 2023-2024, le championnat est repris en charge par la fédération qui le réduit à 11 poules, puis 10 en 2024-25 et finalement 8 poules en 2025-2026.
| National 3 | National 3       | National 3       | National 3       | National 3       | National 3       | National 3       | National 3       | National 3       | National 3       | National 3       | National 3       | National 3       | National 3       | National 3       | National 3       | National 3       | National 3       | National 3       | National 3       | National 3       | National 3       | National 3       | National 3       | National 3       | National 3       | National 3       | National 3       | National 3       | National 3       | National 3       | National 3       | National 3       | National 3       | National 3       | National 3       | National 3       | National 3       | National 3       | National 3       | National 3       | National 3       | National 3       | National 3       | National 3       | National 3       | National 3       | National 3       | National 3       | National 3       | National 3       | National 3       | National 3       | National 3       | National 3       | National 3       | National 3       | National 3       | National 3       | National 3       | National 3       | National 3       | National 3       | National 3       | National 3       | National 3       | National 3       | National 3       | National 3       | National 3       | National 3       | National 3       | National 3       | National 3       | National 3       | National 3       | National 3       | National 3       | National 3       | National 3       | National 3       | National 3      | National 3      | National 3      | National 3      | National 3      | National 3      | National 3      | National 3      | National 3      | National 3      | National 3      | National 3      | National 3      | National 3      | National 3      | National 3      | National 3      | National 3      | National 3      | National 3      | National 3      | National 3      | National 3      | National 3      | National 3      | National 3      | National 3      | National 3      | National 3      | National 3      | National 3      | National 3      | National 3      | National 3      | National 3      | National 3      | National 3      | National 3      | National 3      | National 3      | National 3      | National 3      | National 3      | National 3      | National 3      | National 3      | National 3      | National 3      | National 3      | National 3      | National 3      | National 3      | National 3      | National 3      | National 3      | National 3      | National 3      | National 3      | National 3      | National 3      | National 3      | National 3      | National 3      | National 3      | National 3      | National 3      | National 3      | National 3      | National 3      | National 3      | National 3      | National 3      | National 3      | National 3      | National 3      | National 3      | National 3      | National 3      | National 3      | National 3      | National 3      | National 3      | National 3      | National 3      | National 3      | National 3      | National 3      | National 3      | National 3      | National 3      | National 3      | National 3      | National 3      | National 3      | National 3      | National 3      | National 3      | National 3      | National 3      | National 3      | National 3      | National 3      | National 3      | National 3      | National 3      | National 3      | National 3      | National 3      | National 3      | National 3      | National 3      | National 3      | National 3      | National 3      | National 3      | National 3      | National 3      | National 3      | National 3      | National 3      | National 3      | National 3      | National 3      | National 3      | National 3      | National 3      | National 3      | National 3      | National 3      | National 3      | National 3      | National 3      | National 3      | National 3      | National 3      | National 3      | National 3      | National 3      | National 3      | National 3      | National 3      | National 3      | National 3      | National 3      | National 3      | National 3      | National 3      | National 3      | National 3      | National 3      | National 3      | National 3      | National 3      | National 3      | National 3      | National 3      | National 3      | National 3      | National 3      | National 3      | National 3 | National 3 | National 3 | National 3 | National 3 | National 3 | National 3 | National 3 | National 3 | National 3 | National 3 | National 3 | National 3 | National 3 | National 3 | National 3 | National 3 | National 3 | National 3 | National 3 | National 3 | National 3 | National 3 | National 3 | National 3 | National 3 | National 3 | National 3 | National 3 | National 3 | National 3 | National 3 | National 3 | National 3 | National 3 | National 3 | National 3 | National 3 | National 3 | National 3 | National 3 | National 3 | National 3 | National 3 | National 3 | National 3 | National 3 | National 3 | National 3 | National 3 | National 3 | National 3 | National 3 | National 3 | National 3 | National 3 | National 3 | National 3 | National 3 | National 3 | National 3 | National 3 | National 3 | National 3 | National 3 | National 3 | National 3 | National 3 | National 3 | National 3 | National 3 | National 3 | National 3 | National 3 | National 3 | National 3 | National 3 | National 3 | National 3 | National 3 | National 3  | National 3  | National 3  | National 3  | National 3  | National 3  | National 3  | National 3  | National 3  | National 3  | National 3  | National 3  | National 3  | National 3  | National 3  | National 3  | National 3  | National 3  | National 3  | National 3  | National 3  | National 3  | National 3  | National 3  | National 3  | National 3  | National 3  | National 3  | National 3  | National 3  | National 3  | National 3  | National 3  | National 3  | National 3  | National 3  | National 3  | National 3  | National 3  | National 3  | National 3  | National 3  | National 3  | National 3  | National 3  | National 3  | National 3  | National 3  | National 3  | National 3  | National 3  | National 3  | National 3  | National 3  | National 3  | National 3  | National 3  | National 3  | National 3  | National 3  | National 3  | National 3  | National 3  | National 3  | National 3  | National 3  | National 3  | National 3  | National 3  | National 3  | National 3  | National 3  | National 3  | National 3  | National 3  | National 3  | National 3  | National 3  | National 3  | National 3  | National 3          | National 3          | National 3          | National 3          | National 3          | National 3          | National 3          | National 3          | National 3          | National 3          | National 3          | National 3          | National 3          | National 3          | National 3          | National 3          | National 3          | National 3          | National 3          | National 3          | National 3          | National 3          | National 3          | National 3          | National 3          | National 3          | National 3          | National 3          | National 3          | National 3          | National 3          | National 3          | National 3          | National 3          | National 3          | National 3          | National 3          | National 3          | National 3          | National 3          | National 3          | National 3          | National 3          | National 3          | National 3          | National 3          | National 3          | National 3          | National 3          | National 3          | National 3          | National 3          | National 3          | National 3          | National 3          | National 3          | National 3          | National 3          | National 3          | National 3          | National 3          | National 3          | National 3          | National 3          | National 3          | National 3          | National 3          | National 3          | National 3          | National 3          | National 3          | National 3          | National 3          | National 3          | National 3          | National 3          | National 3          | National 3          | National 3          | National 3          | National 3              | National 3              | National 3              | National 3              | National 3              | National 3              | National 3              | National 3              | National 3              | National 3              | National 3              | National 3              | National 3              | National 3              | National 3              | National 3              | National 3              | National 3              | National 3              | National 3              | National 3              | National 3              | National 3              | National 3              | National 3              | National 3              | National 3              | National 3              | National 3              | National 3              | National 3              | National 3              | National 3              | National 3              | National 3              | National 3              | National 3              | National 3              | National 3              | National 3              | National 3              | National 3              | National 3              | National 3              | National 3              | National 3              | National 3              | National 3              | National 3              | National 3              | National 3              | National 3              | National 3              | National 3              | National 3              | National 3              | National 3              | National 3              | National 3              | National 3              | National 3              | National 3              | National 3              | National 3              | National 3              | National 3              | National 3              | National 3              | National 3              | National 3              | National 3              | National 3              | National 3              | National 3              | National 3              | National 3              | National 3              | National 3              | National 3              | National 3              | National 3 | National 3 | National 3 | National 3 | National 3 | National 3 | National 3 | National 3 | National 3 | National 3 | National 3 | National 3 | National 3 | National 3 | National 3 | National 3 | National 3 | National 3 | National 3 | National 3 | National 3 | National 3 | National 3 | National 3 | National 3 | National 3 | National 3 | National 3 | National 3 | National 3 | National 3 | National 3 | National 3 | National 3 | National 3 | National 3 | National 3 | National 3 | National 3 | National 3 | National 3 | National 3 | National 3 | National 3 | National 3 | National 3 | National 3 | National 3 | National 3 | National 3 | National 3 | National 3 | National 3 | National 3 | National 3 | National 3 | National 3 | National 3 | National 3 | National 3 | National 3 | National 3 | National 3 | National 3 | National 3 | National 3 | National 3 | National 3 | National 3 | National 3 | National 3 | National 3 | National 3 | National 3 | National 3 | National 3 | National 3 | National 3 | National 3 | National 3 | National 3              | National 3              | National 3              | National 3              | National 3              | National 3              | National 3              | National 3              | National 3              | National 3              | National 3              | National 3              | National 3              | National 3              | National 3              | National 3              | National 3              | National 3              | National 3              | National 3              | National 3              | National 3              | National 3              | National 3              | National 3              | National 3              | National 3              | National 3              | National 3              | National 3              | National 3              | National 3              | National 3              | National 3              | National 3              | National 3              | National 3              | National 3              | National 3              | National 3              | National 3              | National 3              | National 3              | National 3              | National 3              | National 3              | National 3              | National 3              | National 3              | National 3              | National 3              | National 3              | National 3              | National 3              | National 3              | National 3              | National 3              | National 3              | National 3              | National 3              | National 3              | National 3              | National 3              | National 3              | National 3              | National 3              | National 3              | National 3              | National 3              | National 3              | National 3              | National 3              | National 3              | National 3              | National 3              | National 3              | National 3              | National 3              | National 3              | National 3              | National 3            | National 3            | National 3            | National 3            | National 3            | National 3            | National 3            | National 3            | National 3            | National 3            | National 3            | National 3            | National 3            | National 3            | National 3            | National 3            | National 3            | National 3            | National 3            | National 3            | National 3            | National 3            | National 3            | National 3            | National 3            | National 3            | National 3            | National 3            | National 3            | National 3            | National 3            | National 3            | National 3            | National 3            | National 3            | National 3            | National 3            | National 3            | National 3            | National 3            | National 3            | National 3            | National 3            | National 3            | National 3            | National 3            | National 3            | National 3            | National 3            | National 3            | National 3            | National 3            | National 3            | National 3            | National 3            | National 3            | National 3            | National 3            | National 3            | National 3            | National 3            | National 3            | National 3            | National 3            | National 3            | National 3            | National 3            | National 3            | National 3            | National 3            | National 3            | National 3            | National 3            | National 3            | National 3            | National 3            | National 3            | National 3            | National 3            | National 3            | National 3      | National 3      | National 3      | National 3      | National 3      | National 3      | National 3      | National 3      | National 3      | National 3      | National 3      | National 3      | National 3      | National 3      | National 3      | National 3      | National 3      | National 3      | National 3      | National 3      | National 3      | National 3      | National 3      | National 3      | National 3      | National 3      | National 3      | National 3      | National 3      | National 3      | National 3      | National 3      | National 3      | National 3      | National 3      | National 3      | National 3      | National 3      | National 3      | National 3      | National 3      | National 3      | National 3      | National 3      | National 3      | National 3      | National 3      | National 3      | National 3      | National 3      | National 3      | National 3      | National 3      | National 3      | National 3      | National 3      | National 3      | National 3      | National 3      | National 3      | National 3      | National 3      | National 3      | National 3      | National 3      | National 3      | National 3      | National 3      | National 3      | National 3      | National 3      | National 3      | National 3      | National 3      | National 3      | National 3      | National 3      | National 3      | National 3      | National 3      |
| Saison     | Groupe A         | Groupe A         | Groupe A         | Groupe A         | Groupe A         | Groupe A         | Groupe A         | Groupe A         | Groupe A         | Groupe A         | Groupe A         | Groupe A         | Groupe A         | Groupe A         | Groupe A         | Groupe A         | Groupe A         | Groupe A         | Groupe A         | Groupe A         | Groupe A         | Groupe A         | Groupe A         | Groupe A         | Groupe A         | Groupe A         | Groupe A         | Groupe A         | Groupe A         | Groupe A         | Groupe A         | Groupe A         | Groupe A         | Groupe A         | Groupe A         | Groupe A         | Groupe A         | Groupe A         | Groupe A         | Groupe A         | Groupe A         | Groupe A         | Groupe A         | Groupe A         | Groupe A         | Groupe A         | Groupe A         | Groupe A         | Groupe A         | Groupe A         | Groupe A         | Groupe A         | Groupe A         | Groupe A         | Groupe A         | Groupe A         | Groupe A         | Groupe A         | Groupe A         | Groupe A         | Groupe A         | Groupe A         | Groupe A         | Groupe A         | Groupe A         | Groupe A         | Groupe A         | Groupe A         | Groupe A         | Groupe A         | Groupe A         | Groupe A         | Groupe A         | Groupe A         | Groupe A         | Groupe A         | Groupe A         | Groupe A         | Groupe A         | Groupe A         | Groupe B        | Groupe B        | Groupe B        | Groupe B        | Groupe B        | Groupe B        | Groupe B        | Groupe B        | Groupe B        | Groupe B        | Groupe B        | Groupe B        | Groupe B        | Groupe B        | Groupe B        | Groupe B        | Groupe B        | Groupe B        | Groupe B        | Groupe B        | Groupe B        | Groupe B        | Groupe B        | Groupe B        | Groupe B        | Groupe B        | Groupe B        | Groupe B        | Groupe B        | Groupe B        | Groupe B        | Groupe B        | Groupe B        | Groupe B        | Groupe B        | Groupe B        | Groupe B        | Groupe B        | Groupe B        | Groupe B        | Groupe B        | Groupe B        | Groupe B        | Groupe B        | Groupe B        | Groupe B        | Groupe B        | Groupe B        | Groupe B        | Groupe B        | Groupe B        | Groupe B        | Groupe B        | Groupe B        | Groupe B        | Groupe B        | Groupe B        | Groupe B        | Groupe B        | Groupe B        | Groupe B        | Groupe B        | Groupe B        | Groupe B        | Groupe B        | Groupe B        | Groupe B        | Groupe B        | Groupe B        | Groupe B        | Groupe B        | Groupe B        | Groupe B        | Groupe B        | Groupe B        | Groupe B        | Groupe B        | Groupe B        | Groupe B        | Groupe B        | Groupe C        | Groupe C        | Groupe C        | Groupe C        | Groupe C        | Groupe C        | Groupe C        | Groupe C        | Groupe C        | Groupe C        | Groupe C        | Groupe C        | Groupe C        | Groupe C        | Groupe C        | Groupe C        | Groupe C        | Groupe C        | Groupe C        | Groupe C        | Groupe C        | Groupe C        | Groupe C        | Groupe C        | Groupe C        | Groupe C        | Groupe C        | Groupe C        | Groupe C        | Groupe C        | Groupe C        | Groupe C        | Groupe C        | Groupe C        | Groupe C        | Groupe C        | Groupe C        | Groupe C        | Groupe C        | Groupe C        | Groupe C        | Groupe C        | Groupe C        | Groupe C        | Groupe C        | Groupe C        | Groupe C        | Groupe C        | Groupe C        | Groupe C        | Groupe C        | Groupe C        | Groupe C        | Groupe C        | Groupe C        | Groupe C        | Groupe C        | Groupe C        | Groupe C        | Groupe C        | Groupe C        | Groupe C        | Groupe C        | Groupe C        | Groupe C        | Groupe C        | Groupe C        | Groupe C        | Groupe C        | Groupe C        | Groupe C        | Groupe C        | Groupe C        | Groupe C        | Groupe C        | Groupe C        | Groupe C        | Groupe C        | Groupe C        | Groupe C        | Groupe D   | Groupe D   | Groupe D   | Groupe D   | Groupe D   | Groupe D   | Groupe D   | Groupe D   | Groupe D   | Groupe D   | Groupe D   | Groupe D   | Groupe D   | Groupe D   | Groupe D   | Groupe D   | Groupe D   | Groupe D   | Groupe D   | Groupe D   | Groupe D   | Groupe D   | Groupe D   | Groupe D   | Groupe D   | Groupe D   | Groupe D   | Groupe D   | Groupe D   | Groupe D   | Groupe D   | Groupe D   | Groupe D   | Groupe D   | Groupe D   | Groupe D   | Groupe D   | Groupe D   | Groupe D   | Groupe D   | Groupe D   | Groupe D   | Groupe D   | Groupe D   | Groupe D   | Groupe D   | Groupe D   | Groupe D   | Groupe D   | Groupe D   | Groupe D   | Groupe D   | Groupe D   | Groupe D   | Groupe D   | Groupe D   | Groupe D   | Groupe D   | Groupe D   | Groupe D   | Groupe D   | Groupe D   | Groupe D   | Groupe D   | Groupe D   | Groupe D   | Groupe D   | Groupe D   | Groupe D   | Groupe D   | Groupe D   | Groupe D   | Groupe D   | Groupe D   | Groupe D   | Groupe D   | Groupe D   | Groupe D   | Groupe D   | Groupe D   | Groupe E    | Groupe E    | Groupe E    | Groupe E    | Groupe E    | Groupe E    | Groupe E    | Groupe E    | Groupe E    | Groupe E    | Groupe E    | Groupe E    | Groupe E    | Groupe E    | Groupe E    | Groupe E    | Groupe E    | Groupe E    | Groupe E    | Groupe E    | Groupe E    | Groupe E    | Groupe E    | Groupe E    | Groupe E    | Groupe E    | Groupe E    | Groupe E    | Groupe E    | Groupe E    | Groupe E    | Groupe E    | Groupe E    | Groupe E    | Groupe E    | Groupe E    | Groupe E    | Groupe E    | Groupe E    | Groupe E    | Groupe E    | Groupe E    | Groupe E    | Groupe E    | Groupe E    | Groupe E    | Groupe E    | Groupe E    | Groupe E    | Groupe E    | Groupe E    | Groupe E    | Groupe E    | Groupe E    | Groupe E    | Groupe E    | Groupe E    | Groupe E    | Groupe E    | Groupe E    | Groupe E    | Groupe E    | Groupe E    | Groupe E    | Groupe E    | Groupe E    | Groupe E    | Groupe E    | Groupe E    | Groupe E    | Groupe E    | Groupe E    | Groupe E    | Groupe E    | Groupe E    | Groupe E    | Groupe E    | Groupe E    | Groupe E    | Groupe E    | Groupe F            | Groupe F            | Groupe F            | Groupe F            | Groupe F            | Groupe F            | Groupe F            | Groupe F            | Groupe F            | Groupe F            | Groupe F            | Groupe F            | Groupe F            | Groupe F            | Groupe F            | Groupe F            | Groupe F            | Groupe F            | Groupe F            | Groupe F            | Groupe F            | Groupe F            | Groupe F            | Groupe F            | Groupe F            | Groupe F            | Groupe F            | Groupe F            | Groupe F            | Groupe F            | Groupe F            | Groupe F            | Groupe F            | Groupe F            | Groupe F            | Groupe F            | Groupe F            | Groupe F            | Groupe F            | Groupe F            | Groupe F            | Groupe F            | Groupe F            | Groupe F            | Groupe F            | Groupe F            | Groupe F            | Groupe F            | Groupe F            | Groupe F            | Groupe F            | Groupe F            | Groupe F            | Groupe F            | Groupe F            | Groupe F            | Groupe F            | Groupe F            | Groupe F            | Groupe F            | Groupe F            | Groupe F            | Groupe F            | Groupe F            | Groupe F            | Groupe F            | Groupe F            | Groupe F            | Groupe F            | Groupe F            | Groupe F            | Groupe F            | Groupe F            | Groupe F            | Groupe F            | Groupe F            | Groupe F            | Groupe F            | Groupe F            | Groupe F            | Groupe G                | Groupe G                | Groupe G                | Groupe G                | Groupe G                | Groupe G                | Groupe G                | Groupe G                | Groupe G                | Groupe G                | Groupe G                | Groupe G                | Groupe G                | Groupe G                | Groupe G                | Groupe G                | Groupe G                | Groupe G                | Groupe G                | Groupe G                | Groupe G                | Groupe G                | Groupe G                | Groupe G                | Groupe G                | Groupe G                | Groupe G                | Groupe G                | Groupe G                | Groupe G                | Groupe G                | Groupe G                | Groupe G                | Groupe G                | Groupe G                | Groupe G                | Groupe G                | Groupe G                | Groupe G                | Groupe G                | Groupe G                | Groupe G                | Groupe G                | Groupe G                | Groupe G                | Groupe G                | Groupe G                | Groupe G                | Groupe G                | Groupe G                | Groupe G                | Groupe G                | Groupe G                | Groupe G                | Groupe G                | Groupe G                | Groupe G                | Groupe G                | Groupe G                | Groupe G                | Groupe G                | Groupe G                | Groupe G                | Groupe G                | Groupe G                | Groupe G                | Groupe G                | Groupe G                | Groupe G                | Groupe G                | Groupe G                | Groupe G                | Groupe G                | Groupe G                | Groupe G                | Groupe G                | Groupe G                | Groupe G                | Groupe G                | Groupe G                | Groupe H   | Groupe H   | Groupe H   | Groupe H   | Groupe H   | Groupe H   | Groupe H   | Groupe H   | Groupe H   | Groupe H   | Groupe H   | Groupe H   | Groupe H   | Groupe H   | Groupe H   | Groupe H   | Groupe H   | Groupe H   | Groupe H   | Groupe H   | Groupe H   | Groupe H   | Groupe H   | Groupe H   | Groupe H   | Groupe H   | Groupe H   | Groupe H   | Groupe H   | Groupe H   | Groupe H   | Groupe H   | Groupe H   | Groupe H   | Groupe H   | Groupe H   | Groupe H   | Groupe H   | Groupe H   | Groupe H   | Groupe H   | Groupe H   | Groupe H   | Groupe H   | Groupe H   | Groupe H   | Groupe H   | Groupe H   | Groupe H   | Groupe H   | Groupe H   | Groupe H   | Groupe H   | Groupe H   | Groupe H   | Groupe H   | Groupe H   | Groupe H   | Groupe H   | Groupe H   | Groupe H   | Groupe H   | Groupe H   | Groupe H   | Groupe H   | Groupe H   | Groupe H   | Groupe H   | Groupe H   | Groupe H   | Groupe H   | Groupe H   | Groupe H   | Groupe H   | Groupe H   | Groupe H   | Groupe H   | Groupe H   | Groupe H   | Groupe H   | Groupe I                | Groupe I                | Groupe I                | Groupe I                | Groupe I                | Groupe I                | Groupe I                | Groupe I                | Groupe I                | Groupe I                | Groupe I                | Groupe I                | Groupe I                | Groupe I                | Groupe I                | Groupe I                | Groupe I                | Groupe I                | Groupe I                | Groupe I                | Groupe I                | Groupe I                | Groupe I                | Groupe I                | Groupe I                | Groupe I                | Groupe I                | Groupe I                | Groupe I                | Groupe I                | Groupe I                | Groupe I                | Groupe I                | Groupe I                | Groupe I                | Groupe I                | Groupe I                | Groupe I                | Groupe I                | Groupe I                | Groupe I                | Groupe I                | Groupe I                | Groupe I                | Groupe I                | Groupe I                | Groupe I                | Groupe I                | Groupe I                | Groupe I                | Groupe I                | Groupe I                | Groupe I                | Groupe I                | Groupe I                | Groupe I                | Groupe I                | Groupe I                | Groupe I                | Groupe I                | Groupe I                | Groupe I                | Groupe I                | Groupe I                | Groupe I                | Groupe I                | Groupe I                | Groupe I                | Groupe I                | Groupe I                | Groupe I                | Groupe I                | Groupe I                | Groupe I                | Groupe I                | Groupe I                | Groupe I                | Groupe I                | Groupe I                | Groupe I                | Groupe J              | Groupe J              | Groupe J              | Groupe J              | Groupe J              | Groupe J              | Groupe J              | Groupe J              | Groupe J              | Groupe J              | Groupe J              | Groupe J              | Groupe J              | Groupe J              | Groupe J              | Groupe J              | Groupe J              | Groupe J              | Groupe J              | Groupe J              | Groupe J              | Groupe J              | Groupe J              | Groupe J              | Groupe J              | Groupe J              | Groupe J              | Groupe J              | Groupe J              | Groupe J              | Groupe J              | Groupe J              | Groupe J              | Groupe J              | Groupe J              | Groupe J              | Groupe J              | Groupe J              | Groupe J              | Groupe J              | Groupe J              | Groupe J              | Groupe J              | Groupe J              | Groupe J              | Groupe J              | Groupe J              | Groupe J              | Groupe J              | Groupe J              | Groupe J              | Groupe J              | Groupe J              | Groupe J              | Groupe J              | Groupe J              | Groupe J              | Groupe J              | Groupe J              | Groupe J              | Groupe J              | Groupe J              | Groupe J              | Groupe J              | Groupe J              | Groupe J              | Groupe J              | Groupe J              | Groupe J              | Groupe J              | Groupe J              | Groupe J              | Groupe J              | Groupe J              | Groupe J              | Groupe J              | Groupe J              | Groupe J              | Groupe J              | Groupe J              | Groupe K        | Groupe K        | Groupe K        | Groupe K        | Groupe K        | Groupe K        | Groupe K        | Groupe K        | Groupe K        | Groupe K        | Groupe K        | Groupe K        | Groupe K        | Groupe K        | Groupe K        | Groupe K        | Groupe K        | Groupe K        | Groupe K        | Groupe K        | Groupe K        | Groupe K        | Groupe K        | Groupe K        | Groupe K        | Groupe K        | Groupe K        | Groupe K        | Groupe K        | Groupe K        | Groupe K        | Groupe K        | Groupe K        | Groupe K        | Groupe K        | Groupe K        | Groupe K        | Groupe K        | Groupe K        | Groupe K        | Groupe K        | Groupe K        | Groupe K        | Groupe K        | Groupe K        | Groupe K        | Groupe K        | Groupe K        | Groupe K        | Groupe K        | Groupe K        | Groupe K        | Groupe K        | Groupe K        | Groupe K        | Groupe K        | Groupe K        | Groupe K        | Groupe K        | Groupe K        | Groupe K        | Groupe K        | Groupe K        | Groupe K        | Groupe K        | Groupe K        | Groupe K        | Groupe K        | Groupe K        | Groupe K        | Groupe K        | Groupe K        | Groupe K        | Groupe K        | Groupe K        | Groupe K        | Groupe K        | Groupe K        | Groupe K        | Groupe K        |
| ---------- | ---------------- | ---------------- | ---------------- | ---------------- | ---------------- | ---------------- | ---------------- | ---------------- | ---------------- | ---------------- | ---------------- | ---------------- | ---------------- | ---------------- | ---------------- | ---------------- | ---------------- | ---------------- | ---------------- | ---------------- | ---------------- | ---------------- | ---------------- | ---------------- | ---------------- | ---------------- | ---------------- | ---------------- | ---------------- | ---------------- | ---------------- | ---------------- | ---------------- | ---------------- | ---------------- | ---------------- | ---------------- | ---------------- | ---------------- | ---------------- | ---------------- | ---------------- | ---------------- | ---------------- | ---------------- | ---------------- | ---------------- | ---------------- | ---------------- | ---------------- | ---------------- | ---------------- | ---------------- | ---------------- | ---------------- | ---------------- | ---------------- | ---------------- | ---------------- | ---------------- | ---------------- | ---------------- | ---------------- | ---------------- | ---------------- | ---------------- | ---------------- | ---------------- | ---------------- | ---------------- | ---------------- | ---------------- | ---------------- | ---------------- | ---------------- | ---------------- | ---------------- | ---------------- | ---------------- | ---------------- | --------------- | --------------- | --------------- | --------------- | --------------- | --------------- | --------------- | --------------- | --------------- | --------------- | --------------- | --------------- | --------------- | --------------- | --------------- | --------------- | --------------- | --------------- | --------------- | --------------- | --------------- | --------------- | --------------- | --------------- | --------------- | --------------- | --------------- | --------------- | --------------- | --------------- | --------------- | --------------- | --------------- | --------------- | --------------- | --------------- | --------------- | --------------- | --------------- | --------------- | --------------- | --------------- | --------------- | --------------- | --------------- | --------------- | --------------- | --------------- | --------------- | --------------- | --------------- | --------------- | --------------- | --------------- | --------------- | --------------- | --------------- | --------------- | --------------- | --------------- | --------------- | --------------- | --------------- | --------------- | --------------- | --------------- | --------------- | --------------- | --------------- | --------------- | --------------- | --------------- | --------------- | --------------- | --------------- | --------------- | --------------- | --------------- | --------------- | --------------- | --------------- | --------------- | --------------- | --------------- | --------------- | --------------- | --------------- | --------------- | --------------- | --------------- | --------------- | --------------- | --------------- | --------------- | --------------- | --------------- | --------------- | --------------- | --------------- | --------------- | --------------- | --------------- | --------------- | --------------- | --------------- | --------------- | --------------- | --------------- | --------------- | --------------- | --------------- | --------------- | --------------- | --------------- | --------------- | --------------- | --------------- | --------------- | --------------- | --------------- | --------------- | --------------- | --------------- | --------------- | --------------- | --------------- | --------------- | --------------- | --------------- | --------------- | --------------- | --------------- | --------------- | --------------- | --------------- | --------------- | --------------- | --------------- | --------------- | --------------- | --------------- | --------------- | --------------- | --------------- | --------------- | --------------- | --------------- | --------------- | --------------- | --------------- | --------------- | --------------- | --------------- | --------------- | --------------- | --------------- | --------------- | --------------- | --------------- | --------------- | ---------- | ---------- | ---------- | ---------- | ---------- | ---------- | ---------- | ---------- | ---------- | ---------- | ---------- | ---------- | ---------- | ---------- | ---------- | ---------- | ---------- | ---------- | ---------- | ---------- | ---------- | ---------- | ---------- | ---------- | ---------- | ---------- | ---------- | ---------- | ---------- | ---------- | ---------- | ---------- | ---------- | ---------- | ---------- | ---------- | ---------- | ---------- | ---------- | ---------- | ---------- | ---------- | ---------- | ---------- | ---------- | ---------- | ---------- | ---------- | ---------- | ---------- | ---------- | ---------- | ---------- | ---------- | ---------- | ---------- | ---------- | ---------- | ---------- | ---------- | ---------- | ---------- | ---------- | ---------- | ---------- | ---------- | ---------- | ---------- | ---------- | ---------- | ---------- | ---------- | ---------- | ---------- | ---------- | ---------- | ---------- | ---------- | ---------- | ---------- | ----------- | ----------- | ----------- | ----------- | ----------- | ----------- | ----------- | ----------- | ----------- | ----------- | ----------- | ----------- | ----------- | ----------- | ----------- | ----------- | ----------- | ----------- | ----------- | ----------- | ----------- | ----------- | ----------- | ----------- | ----------- | ----------- | ----------- | ----------- | ----------- | ----------- | ----------- | ----------- | ----------- | ----------- | ----------- | ----------- | ----------- | ----------- | ----------- | ----------- | ----------- | ----------- | ----------- | ----------- | ----------- | ----------- | ----------- | ----------- | ----------- | ----------- | ----------- | ----------- | ----------- | ----------- | ----------- | ----------- | ----------- | ----------- | ----------- | ----------- | ----------- | ----------- | ----------- | ----------- | ----------- | ----------- | ----------- | ----------- | ----------- | ----------- | ----------- | ----------- | ----------- | ----------- | ----------- | ----------- | ----------- | ----------- | ----------- | ----------- | ------------------- | ------------------- | ------------------- | ------------------- | ------------------- | ------------------- | ------------------- | ------------------- | ------------------- | ------------------- | ------------------- | ------------------- | ------------------- | ------------------- | ------------------- | ------------------- | ------------------- | ------------------- | ------------------- | ------------------- | ------------------- | ------------------- | ------------------- | ------------------- | ------------------- | ------------------- | ------------------- | ------------------- | ------------------- | ------------------- | ------------------- | ------------------- | ------------------- | ------------------- | ------------------- | ------------------- | ------------------- | ------------------- | ------------------- | ------------------- | ------------------- | ------------------- | ------------------- | ------------------- | ------------------- | ------------------- | ------------------- | ------------------- | ------------------- | ------------------- | ------------------- | ------------------- | ------------------- | ------------------- | ------------------- | ------------------- | ------------------- | ------------------- | ------------------- | ------------------- | ------------------- | ------------------- | ------------------- | ------------------- | ------------------- | ------------------- | ------------------- | ------------------- | ------------------- | ------------------- | ------------------- | ------------------- | ------------------- | ------------------- | ------------------- | ------------------- | ------------------- | ------------------- | ------------------- | ------------------- | ----------------------- | ----------------------- | ----------------------- | ----------------------- | ----------------------- | ----------------------- | ----------------------- | ----------------------- | ----------------------- | ----------------------- | ----------------------- | ----------------------- | ----------------------- | ----------------------- | ----------------------- | ----------------------- | ----------------------- | ----------------------- | ----------------------- | ----------------------- | ----------------------- | ----------------------- | ----------------------- | ----------------------- | ----------------------- | ----------------------- | ----------------------- | ----------------------- | ----------------------- | ----------------------- | ----------------------- | ----------------------- | ----------------------- | ----------------------- | ----------------------- | ----------------------- | ----------------------- | ----------------------- | ----------------------- | ----------------------- | ----------------------- | ----------------------- | ----------------------- | ----------------------- | ----------------------- | ----------------------- | ----------------------- | ----------------------- | ----------------------- | ----------------------- | ----------------------- | ----------------------- | ----------------------- | ----------------------- | ----------------------- | ----------------------- | ----------------------- | ----------------------- | ----------------------- | ----------------------- | ----------------------- | ----------------------- | ----------------------- | ----------------------- | ----------------------- | ----------------------- | ----------------------- | ----------------------- | ----------------------- | ----------------------- | ----------------------- | ----------------------- | ----------------------- | ----------------------- | ----------------------- | ----------------------- | ----------------------- | ----------------------- | ----------------------- | ----------------------- | ---------- | ---------- | ---------- | ---------- | ---------- | ---------- | ---------- | ---------- | ---------- | ---------- | ---------- | ---------- | ---------- | ---------- | ---------- | ---------- | ---------- | ---------- | ---------- | ---------- | ---------- | ---------- | ---------- | ---------- | ---------- | ---------- | ---------- | ---------- | ---------- | ---------- | ---------- | ---------- | ---------- | ---------- | ---------- | ---------- | ---------- | ---------- | ---------- | ---------- | ---------- | ---------- | ---------- | ---------- | ---------- | ---------- | ---------- | ---------- | ---------- | ---------- | ---------- | ---------- | ---------- | ---------- | ---------- | ---------- | ---------- | ---------- | ---------- | ---------- | ---------- | ---------- | ---------- | ---------- | ---------- | ---------- | ---------- | ---------- | ---------- | ---------- | ---------- | ---------- | ---------- | ---------- | ---------- | ---------- | ---------- | ---------- | ---------- | ---------- | ----------------------- | ----------------------- | ----------------------- | ----------------------- | ----------------------- | ----------------------- | ----------------------- | ----------------------- | ----------------------- | ----------------------- | ----------------------- | ----------------------- | ----------------------- | ----------------------- | ----------------------- | ----------------------- | ----------------------- | ----------------------- | ----------------------- | ----------------------- | ----------------------- | ----------------------- | ----------------------- | ----------------------- | ----------------------- | ----------------------- | ----------------------- | ----------------------- | ----------------------- | ----------------------- | ----------------------- | ----------------------- | ----------------------- | ----------------------- | ----------------------- | ----------------------- | ----------------------- | ----------------------- | ----------------------- | ----------------------- | ----------------------- | ----------------------- | ----------------------- | ----------------------- | ----------------------- | ----------------------- | ----------------------- | ----------------------- | ----------------------- | ----------------------- | ----------------------- | ----------------------- | ----------------------- | ----------------------- | ----------------------- | ----------------------- | ----------------------- | ----------------------- | ----------------------- | ----------------------- | ----------------------- | ----------------------- | ----------------------- | ----------------------- | ----------------------- | ----------------------- | ----------------------- | ----------------------- | ----------------------- | ----------------------- | ----------------------- | ----------------------- | ----------------------- | ----------------------- | ----------------------- | ----------------------- | ----------------------- | ----------------------- | ----------------------- | ----------------------- | --------------------- | --------------------- | --------------------- | --------------------- | --------------------- | --------------------- | --------------------- | --------------------- | --------------------- | --------------------- | --------------------- | --------------------- | --------------------- | --------------------- | --------------------- | --------------------- | --------------------- | --------------------- | --------------------- | --------------------- | --------------------- | --------------------- | --------------------- | --------------------- | --------------------- | --------------------- | --------------------- | --------------------- | --------------------- | --------------------- | --------------------- | --------------------- | --------------------- | --------------------- | --------------------- | --------------------- | --------------------- | --------------------- | --------------------- | --------------------- | --------------------- | --------------------- | --------------------- | --------------------- | --------------------- | --------------------- | --------------------- | --------------------- | --------------------- | --------------------- | --------------------- | --------------------- | --------------------- | --------------------- | --------------------- | --------------------- | --------------------- | --------------------- | --------------------- | --------------------- | --------------------- | --------------------- | --------------------- | --------------------- | --------------------- | --------------------- | --------------------- | --------------------- | --------------------- | --------------------- | --------------------- | --------------------- | --------------------- | --------------------- | --------------------- | --------------------- | --------------------- | --------------------- | --------------------- | --------------------- | --------------- | --------------- | --------------- | --------------- | --------------- | --------------- | --------------- | --------------- | --------------- | --------------- | --------------- | --------------- | --------------- | --------------- | --------------- | --------------- | --------------- | --------------- | --------------- | --------------- | --------------- | --------------- | --------------- | --------------- | --------------- | --------------- | --------------- | --------------- | --------------- | --------------- | --------------- | --------------- | --------------- | --------------- | --------------- | --------------- | --------------- | --------------- | --------------- | --------------- | --------------- | --------------- | --------------- | --------------- | --------------- | --------------- | --------------- | --------------- | --------------- | --------------- | --------------- | --------------- | --------------- | --------------- | --------------- | --------------- | --------------- | --------------- | --------------- | --------------- | --------------- | --------------- | --------------- | --------------- | --------------- | --------------- | --------------- | --------------- | --------------- | --------------- | --------------- | --------------- | --------------- | --------------- | --------------- | --------------- | --------------- | --------------- | --------------- | --------------- |
| 2023-2024  | Istres FC        | Istres FC        | Istres FC        | Istres FC        | Istres FC        | Istres FC        | Istres FC        | Istres FC        | Istres FC        | Istres FC        | Istres FC        | Istres FC        | Istres FC        | Istres FC        | Istres FC        | Istres FC        | Istres FC        | Istres FC        | Istres FC        | Istres FC        | Istres FC        | Istres FC        | Istres FC        | Istres FC        | Istres FC        | Istres FC        | Istres FC        | Istres FC        | Istres FC        | Istres FC        | Istres FC        | Istres FC        | Istres FC        | Istres FC        | Istres FC        | Istres FC        | Istres FC        | Istres FC        | Istres FC        | Istres FC        | Istres FC        | Istres FC        | Istres FC        | Istres FC        | Istres FC        | Istres FC        | Istres FC        | Istres FC        | Istres FC        | Istres FC        | Istres FC        | Istres FC        | Istres FC        | Istres FC        | Istres FC        | Istres FC        | Istres FC        | Istres FC        | Istres FC        | Istres FC        | Istres FC        | Istres FC        | Istres FC        | Istres FC        | Istres FC        | Istres FC        | Istres FC        | Istres FC        | Istres FC        | Istres FC        | Istres FC        | Istres FC        | Istres FC        | Istres FC        | Istres FC        | Istres FC        | Istres FC        | Istres FC        | Istres FC        | Istres FC        | Genêts d'Anglet | Genêts d'Anglet | Genêts d'Anglet | Genêts d'Anglet | Genêts d'Anglet | Genêts d'Anglet | Genêts d'Anglet | Genêts d'Anglet | Genêts d'Anglet | Genêts d'Anglet | Genêts d'Anglet | Genêts d'Anglet | Genêts d'Anglet | Genêts d'Anglet | Genêts d'Anglet | Genêts d'Anglet | Genêts d'Anglet | Genêts d'Anglet | Genêts d'Anglet | Genêts d'Anglet | Genêts d'Anglet | Genêts d'Anglet | Genêts d'Anglet | Genêts d'Anglet | Genêts d'Anglet | Genêts d'Anglet | Genêts d'Anglet | Genêts d'Anglet | Genêts d'Anglet | Genêts d'Anglet | Genêts d'Anglet | Genêts d'Anglet | Genêts d'Anglet | Genêts d'Anglet | Genêts d'Anglet | Genêts d'Anglet | Genêts d'Anglet | Genêts d'Anglet | Genêts d'Anglet | Genêts d'Anglet | Genêts d'Anglet | Genêts d'Anglet | Genêts d'Anglet | Genêts d'Anglet | Genêts d'Anglet | Genêts d'Anglet | Genêts d'Anglet | Genêts d'Anglet | Genêts d'Anglet | Genêts d'Anglet | Genêts d'Anglet | Genêts d'Anglet | Genêts d'Anglet | Genêts d'Anglet | Genêts d'Anglet | Genêts d'Anglet | Genêts d'Anglet | Genêts d'Anglet | Genêts d'Anglet | Genêts d'Anglet | Genêts d'Anglet | Genêts d'Anglet | Genêts d'Anglet | Genêts d'Anglet | Genêts d'Anglet | Genêts d'Anglet | Genêts d'Anglet | Genêts d'Anglet | Genêts d'Anglet | Genêts d'Anglet | Genêts d'Anglet | Genêts d'Anglet | Genêts d'Anglet | Genêts d'Anglet | Genêts d'Anglet | Genêts d'Anglet | Genêts d'Anglet | Genêts d'Anglet | Genêts d'Anglet | Genêts d'Anglet | Stade Poitevin  | Stade Poitevin  | Stade Poitevin  | Stade Poitevin  | Stade Poitevin  | Stade Poitevin  | Stade Poitevin  | Stade Poitevin  | Stade Poitevin  | Stade Poitevin  | Stade Poitevin  | Stade Poitevin  | Stade Poitevin  | Stade Poitevin  | Stade Poitevin  | Stade Poitevin  | Stade Poitevin  | Stade Poitevin  | Stade Poitevin  | Stade Poitevin  | Stade Poitevin  | Stade Poitevin  | Stade Poitevin  | Stade Poitevin  | Stade Poitevin  | Stade Poitevin  | Stade Poitevin  | Stade Poitevin  | Stade Poitevin  | Stade Poitevin  | Stade Poitevin  | Stade Poitevin  | Stade Poitevin  | Stade Poitevin  | Stade Poitevin  | Stade Poitevin  | Stade Poitevin  | Stade Poitevin  | Stade Poitevin  | Stade Poitevin  | Stade Poitevin  | Stade Poitevin  | Stade Poitevin  | Stade Poitevin  | Stade Poitevin  | Stade Poitevin  | Stade Poitevin  | Stade Poitevin  | Stade Poitevin  | Stade Poitevin  | Stade Poitevin  | Stade Poitevin  | Stade Poitevin  | Stade Poitevin  | Stade Poitevin  | Stade Poitevin  | Stade Poitevin  | Stade Poitevin  | Stade Poitevin  | Stade Poitevin  | Stade Poitevin  | Stade Poitevin  | Stade Poitevin  | Stade Poitevin  | Stade Poitevin  | Stade Poitevin  | Stade Poitevin  | Stade Poitevin  | Stade Poitevin  | Stade Poitevin  | Stade Poitevin  | Stade Poitevin  | Stade Poitevin  | Stade Poitevin  | Stade Poitevin  | Stade Poitevin  | Stade Poitevin  | Stade Poitevin  | Stade Poitevin  | Stade Poitevin  | Poiré VF   | Poiré VF   | Poiré VF   | Poiré VF   | Poiré VF   | Poiré VF   | Poiré VF   | Poiré VF   | Poiré VF   | Poiré VF   | Poiré VF   | Poiré VF   | Poiré VF   | Poiré VF   | Poiré VF   | Poiré VF   | Poiré VF   | Poiré VF   | Poiré VF   | Poiré VF   | Poiré VF   | Poiré VF   | Poiré VF   | Poiré VF   | Poiré VF   | Poiré VF   | Poiré VF   | Poiré VF   | Poiré VF   | Poiré VF   | Poiré VF   | Poiré VF   | Poiré VF   | Poiré VF   | Poiré VF   | Poiré VF   | Poiré VF   | Poiré VF   | Poiré VF   | Poiré VF   | Poiré VF   | Poiré VF   | Poiré VF   | Poiré VF   | Poiré VF   | Poiré VF   | Poiré VF   | Poiré VF   | Poiré VF   | Poiré VF   | Poiré VF   | Poiré VF   | Poiré VF   | Poiré VF   | Poiré VF   | Poiré VF   | Poiré VF   | Poiré VF   | Poiré VF   | Poiré VF   | Poiré VF   | Poiré VF   | Poiré VF   | Poiré VF   | Poiré VF   | Poiré VF   | Poiré VF   | Poiré VF   | Poiré VF   | Poiré VF   | Poiré VF   | Poiré VF   | Poiré VF   | Poiré VF   | Poiré VF   | Poiré VF   | Poiré VF   | Poiré VF   | Poiré VF   | Poiré VF   | SC Locminé  | SC Locminé  | SC Locminé  | SC Locminé  | SC Locminé  | SC Locminé  | SC Locminé  | SC Locminé  | SC Locminé  | SC Locminé  | SC Locminé  | SC Locminé  | SC Locminé  | SC Locminé  | SC Locminé  | SC Locminé  | SC Locminé  | SC Locminé  | SC Locminé  | SC Locminé  | SC Locminé  | SC Locminé  | SC Locminé  | SC Locminé  | SC Locminé  | SC Locminé  | SC Locminé  | SC Locminé  | SC Locminé  | SC Locminé  | SC Locminé  | SC Locminé  | SC Locminé  | SC Locminé  | SC Locminé  | SC Locminé  | SC Locminé  | SC Locminé  | SC Locminé  | SC Locminé  | SC Locminé  | SC Locminé  | SC Locminé  | SC Locminé  | SC Locminé  | SC Locminé  | SC Locminé  | SC Locminé  | SC Locminé  | SC Locminé  | SC Locminé  | SC Locminé  | SC Locminé  | SC Locminé  | SC Locminé  | SC Locminé  | SC Locminé  | SC Locminé  | SC Locminé  | SC Locminé  | SC Locminé  | SC Locminé  | SC Locminé  | SC Locminé  | SC Locminé  | SC Locminé  | SC Locminé  | SC Locminé  | SC Locminé  | SC Locminé  | SC Locminé  | SC Locminé  | SC Locminé  | SC Locminé  | SC Locminé  | SC Locminé  | SC Locminé  | SC Locminé  | SC Locminé  | SC Locminé  | AS Villers-Houlgate | AS Villers-Houlgate | AS Villers-Houlgate | AS Villers-Houlgate | AS Villers-Houlgate | AS Villers-Houlgate | AS Villers-Houlgate | AS Villers-Houlgate | AS Villers-Houlgate | AS Villers-Houlgate | AS Villers-Houlgate | AS Villers-Houlgate | AS Villers-Houlgate | AS Villers-Houlgate | AS Villers-Houlgate | AS Villers-Houlgate | AS Villers-Houlgate | AS Villers-Houlgate | AS Villers-Houlgate | AS Villers-Houlgate | AS Villers-Houlgate | AS Villers-Houlgate | AS Villers-Houlgate | AS Villers-Houlgate | AS Villers-Houlgate | AS Villers-Houlgate | AS Villers-Houlgate | AS Villers-Houlgate | AS Villers-Houlgate | AS Villers-Houlgate | AS Villers-Houlgate | AS Villers-Houlgate | AS Villers-Houlgate | AS Villers-Houlgate | AS Villers-Houlgate | AS Villers-Houlgate | AS Villers-Houlgate | AS Villers-Houlgate | AS Villers-Houlgate | AS Villers-Houlgate | AS Villers-Houlgate | AS Villers-Houlgate | AS Villers-Houlgate | AS Villers-Houlgate | AS Villers-Houlgate | AS Villers-Houlgate | AS Villers-Houlgate | AS Villers-Houlgate | AS Villers-Houlgate | AS Villers-Houlgate | AS Villers-Houlgate | AS Villers-Houlgate | AS Villers-Houlgate | AS Villers-Houlgate | AS Villers-Houlgate | AS Villers-Houlgate | AS Villers-Houlgate | AS Villers-Houlgate | AS Villers-Houlgate | AS Villers-Houlgate | AS Villers-Houlgate | AS Villers-Houlgate | AS Villers-Houlgate | AS Villers-Houlgate | AS Villers-Houlgate | AS Villers-Houlgate | AS Villers-Houlgate | AS Villers-Houlgate | AS Villers-Houlgate | AS Villers-Houlgate | AS Villers-Houlgate | AS Villers-Houlgate | AS Villers-Houlgate | AS Villers-Houlgate | AS Villers-Houlgate | AS Villers-Houlgate | AS Villers-Houlgate | AS Villers-Houlgate | AS Villers-Houlgate | AS Villers-Houlgate | US Chantilly            | US Chantilly            | US Chantilly            | US Chantilly            | US Chantilly            | US Chantilly            | US Chantilly            | US Chantilly            | US Chantilly            | US Chantilly            | US Chantilly            | US Chantilly            | US Chantilly            | US Chantilly            | US Chantilly            | US Chantilly            | US Chantilly            | US Chantilly            | US Chantilly            | US Chantilly            | US Chantilly            | US Chantilly            | US Chantilly            | US Chantilly            | US Chantilly            | US Chantilly            | US Chantilly            | US Chantilly            | US Chantilly            | US Chantilly            | US Chantilly            | US Chantilly            | US Chantilly            | US Chantilly            | US Chantilly            | US Chantilly            | US Chantilly            | US Chantilly            | US Chantilly            | US Chantilly            | US Chantilly            | US Chantilly            | US Chantilly            | US Chantilly            | US Chantilly            | US Chantilly            | US Chantilly            | US Chantilly            | US Chantilly            | US Chantilly            | US Chantilly            | US Chantilly            | US Chantilly            | US Chantilly            | US Chantilly            | US Chantilly            | US Chantilly            | US Chantilly            | US Chantilly            | US Chantilly            | US Chantilly            | US Chantilly            | US Chantilly            | US Chantilly            | US Chantilly            | US Chantilly            | US Chantilly            | US Chantilly            | US Chantilly            | US Chantilly            | US Chantilly            | US Chantilly            | US Chantilly            | US Chantilly            | US Chantilly            | US Chantilly            | US Chantilly            | US Chantilly            | US Chantilly            | US Chantilly            | FC Balagne | FC Balagne | FC Balagne | FC Balagne | FC Balagne | FC Balagne | FC Balagne | FC Balagne | FC Balagne | FC Balagne | FC Balagne | FC Balagne | FC Balagne | FC Balagne | FC Balagne | FC Balagne | FC Balagne | FC Balagne | FC Balagne | FC Balagne | FC Balagne | FC Balagne | FC Balagne | FC Balagne | FC Balagne | FC Balagne | FC Balagne | FC Balagne | FC Balagne | FC Balagne | FC Balagne | FC Balagne | FC Balagne | FC Balagne | FC Balagne | FC Balagne | FC Balagne | FC Balagne | FC Balagne | FC Balagne | FC Balagne | FC Balagne | FC Balagne | FC Balagne | FC Balagne | FC Balagne | FC Balagne | FC Balagne | FC Balagne | FC Balagne | FC Balagne | FC Balagne | FC Balagne | FC Balagne | FC Balagne | FC Balagne | FC Balagne | FC Balagne | FC Balagne | FC Balagne | FC Balagne | FC Balagne | FC Balagne | FC Balagne | FC Balagne | FC Balagne | FC Balagne | FC Balagne | FC Balagne | FC Balagne | FC Balagne | FC Balagne | FC Balagne | FC Balagne | FC Balagne | FC Balagne | FC Balagne | FC Balagne | FC Balagne | FC Balagne | US Thionville Lusitanos | US Thionville Lusitanos | US Thionville Lusitanos | US Thionville Lusitanos | US Thionville Lusitanos | US Thionville Lusitanos | US Thionville Lusitanos | US Thionville Lusitanos | US Thionville Lusitanos | US Thionville Lusitanos | US Thionville Lusitanos | US Thionville Lusitanos | US Thionville Lusitanos | US Thionville Lusitanos | US Thionville Lusitanos | US Thionville Lusitanos | US Thionville Lusitanos | US Thionville Lusitanos | US Thionville Lusitanos | US Thionville Lusitanos | US Thionville Lusitanos | US Thionville Lusitanos | US Thionville Lusitanos | US Thionville Lusitanos | US Thionville Lusitanos | US Thionville Lusitanos | US Thionville Lusitanos | US Thionville Lusitanos | US Thionville Lusitanos | US Thionville Lusitanos | US Thionville Lusitanos | US Thionville Lusitanos | US Thionville Lusitanos | US Thionville Lusitanos | US Thionville Lusitanos | US Thionville Lusitanos | US Thionville Lusitanos | US Thionville Lusitanos | US Thionville Lusitanos | US Thionville Lusitanos | US Thionville Lusitanos | US Thionville Lusitanos | US Thionville Lusitanos | US Thionville Lusitanos | US Thionville Lusitanos | US Thionville Lusitanos | US Thionville Lusitanos | US Thionville Lusitanos | US Thionville Lusitanos | US Thionville Lusitanos | US Thionville Lusitanos | US Thionville Lusitanos | US Thionville Lusitanos | US Thionville Lusitanos | US Thionville Lusitanos | US Thionville Lusitanos | US Thionville Lusitanos | US Thionville Lusitanos | US Thionville Lusitanos | US Thionville Lusitanos | US Thionville Lusitanos | US Thionville Lusitanos | US Thionville Lusitanos | US Thionville Lusitanos | US Thionville Lusitanos | US Thionville Lusitanos | US Thionville Lusitanos | US Thionville Lusitanos | US Thionville Lusitanos | US Thionville Lusitanos | US Thionville Lusitanos | US Thionville Lusitanos | US Thionville Lusitanos | US Thionville Lusitanos | US Thionville Lusitanos | US Thionville Lusitanos | US Thionville Lusitanos | US Thionville Lusitanos | US Thionville Lusitanos | US Thionville Lusitanos | GFA Rumilly Vallières | GFA Rumilly Vallières | GFA Rumilly Vallières | GFA Rumilly Vallières | GFA Rumilly Vallières | GFA Rumilly Vallières | GFA Rumilly Vallières | GFA Rumilly Vallières | GFA Rumilly Vallières | GFA Rumilly Vallières | GFA Rumilly Vallières | GFA Rumilly Vallières | GFA Rumilly Vallières | GFA Rumilly Vallières | GFA Rumilly Vallières | GFA Rumilly Vallières | GFA Rumilly Vallières | GFA Rumilly Vallières | GFA Rumilly Vallières | GFA Rumilly Vallières | GFA Rumilly Vallières | GFA Rumilly Vallières | GFA Rumilly Vallières | GFA Rumilly Vallières | GFA Rumilly Vallières | GFA Rumilly Vallières | GFA Rumilly Vallières | GFA Rumilly Vallières | GFA Rumilly Vallières | GFA Rumilly Vallières | GFA Rumilly Vallières | GFA Rumilly Vallières | GFA Rumilly Vallières | GFA Rumilly Vallières | GFA Rumilly Vallières | GFA Rumilly Vallières | GFA Rumilly Vallières | GFA Rumilly Vallières | GFA Rumilly Vallières | GFA Rumilly Vallières | GFA Rumilly Vallières | GFA Rumilly Vallières | GFA Rumilly Vallières | GFA Rumilly Vallières | GFA Rumilly Vallières | GFA Rumilly Vallières | GFA Rumilly Vallières | GFA Rumilly Vallières | GFA Rumilly Vallières | GFA Rumilly Vallières | GFA Rumilly Vallières | GFA Rumilly Vallières | GFA Rumilly Vallières | GFA Rumilly Vallières | GFA Rumilly Vallières | GFA Rumilly Vallières | GFA Rumilly Vallières | GFA Rumilly Vallières | GFA Rumilly Vallières | GFA Rumilly Vallières | GFA Rumilly Vallières | GFA Rumilly Vallières | GFA Rumilly Vallières | GFA Rumilly Vallières | GFA Rumilly Vallières | GFA Rumilly Vallières | GFA Rumilly Vallières | GFA Rumilly Vallières | GFA Rumilly Vallières | GFA Rumilly Vallières | GFA Rumilly Vallières | GFA Rumilly Vallières | GFA Rumilly Vallières | GFA Rumilly Vallières | GFA Rumilly Vallières | GFA Rumilly Vallières | GFA Rumilly Vallières | GFA Rumilly Vallières | GFA Rumilly Vallières | GFA Rumilly Vallières | AS Saint-Priest | AS Saint-Priest | AS Saint-Priest | AS Saint-Priest | AS Saint-Priest | AS Saint-Priest | AS Saint-Priest | AS Saint-Priest | AS Saint-Priest | AS Saint-Priest | AS Saint-Priest | AS Saint-Priest | AS Saint-Priest | AS Saint-Priest | AS Saint-Priest | AS Saint-Priest | AS Saint-Priest | AS Saint-Priest | AS Saint-Priest | AS Saint-Priest | AS Saint-Priest | AS Saint-Priest | AS Saint-Priest | AS Saint-Priest | AS Saint-Priest | AS Saint-Priest | AS Saint-Priest | AS Saint-Priest | AS Saint-Priest | AS Saint-Priest | AS Saint-Priest | AS Saint-Priest | AS Saint-Priest | AS Saint-Priest | AS Saint-Priest | AS Saint-Priest | AS Saint-Priest | AS Saint-Priest | AS Saint-Priest | AS Saint-Priest | AS Saint-Priest | AS Saint-Priest | AS Saint-Priest | AS Saint-Priest | AS Saint-Priest | AS Saint-Priest | AS Saint-Priest | AS Saint-Priest | AS Saint-Priest | AS Saint-Priest | AS Saint-Priest | AS Saint-Priest | AS Saint-Priest | AS Saint-Priest | AS Saint-Priest | AS Saint-Priest | AS Saint-Priest | AS Saint-Priest | AS Saint-Priest | AS Saint-Priest | AS Saint-Priest | AS Saint-Priest | AS Saint-Priest | AS Saint-Priest | AS Saint-Priest | AS Saint-Priest | AS Saint-Priest | AS Saint-Priest | AS Saint-Priest | AS Saint-Priest | AS Saint-Priest | AS Saint-Priest | AS Saint-Priest | AS Saint-Priest | AS Saint-Priest | AS Saint-Priest | AS Saint-Priest | AS Saint-Priest | AS Saint-Priest | AS Saint-Priest |
| 2024-2025  | Aviron bayonnais | Aviron bayonnais | Aviron bayonnais | Aviron bayonnais | Aviron bayonnais | Aviron bayonnais | Aviron bayonnais | Aviron bayonnais | Aviron bayonnais | Aviron bayonnais | Aviron bayonnais | Aviron bayonnais | Aviron bayonnais | Aviron bayonnais | Aviron bayonnais | Aviron bayonnais | Aviron bayonnais | Aviron bayonnais | Aviron bayonnais | Aviron bayonnais | Aviron bayonnais | Aviron bayonnais | Aviron bayonnais | Aviron bayonnais | Aviron bayonnais | Aviron bayonnais | Aviron bayonnais | Aviron bayonnais | Aviron bayonnais | Aviron bayonnais | Aviron bayonnais | Aviron bayonnais | Aviron bayonnais | Aviron bayonnais | Aviron bayonnais | Aviron bayonnais | Aviron bayonnais | Aviron bayonnais | Aviron bayonnais | Aviron bayonnais | Aviron bayonnais | Aviron bayonnais | Aviron bayonnais | Aviron bayonnais | Aviron bayonnais | Aviron bayonnais | Aviron bayonnais | Aviron bayonnais | Aviron bayonnais | Aviron bayonnais | Aviron bayonnais | Aviron bayonnais | Aviron bayonnais | Aviron bayonnais | Aviron bayonnais | Aviron bayonnais | Aviron bayonnais | Aviron bayonnais | Aviron bayonnais | Aviron bayonnais | Aviron bayonnais | Aviron bayonnais | Aviron bayonnais | Aviron bayonnais | Aviron bayonnais | Aviron bayonnais | Aviron bayonnais | Aviron bayonnais | Aviron bayonnais | Aviron bayonnais | Aviron bayonnais | Aviron bayonnais | Aviron bayonnais | Aviron bayonnais | Aviron bayonnais | Aviron bayonnais | Aviron bayonnais | Aviron bayonnais | Aviron bayonnais | Aviron bayonnais | FC Chauray      | FC Chauray      | FC Chauray      | FC Chauray      | FC Chauray      | FC Chauray      | FC Chauray      | FC Chauray      | FC Chauray      | FC Chauray      | FC Chauray      | FC Chauray      | FC Chauray      | FC Chauray      | FC Chauray      | FC Chauray      | FC Chauray      | FC Chauray      | FC Chauray      | FC Chauray      | FC Chauray      | FC Chauray      | FC Chauray      | FC Chauray      | FC Chauray      | FC Chauray      | FC Chauray      | FC Chauray      | FC Chauray      | FC Chauray      | FC Chauray      | FC Chauray      | FC Chauray      | FC Chauray      | FC Chauray      | FC Chauray      | FC Chauray      | FC Chauray      | FC Chauray      | FC Chauray      | FC Chauray      | FC Chauray      | FC Chauray      | FC Chauray      | FC Chauray      | FC Chauray      | FC Chauray      | FC Chauray      | FC Chauray      | FC Chauray      | FC Chauray      | FC Chauray      | FC Chauray      | FC Chauray      | FC Chauray      | FC Chauray      | FC Chauray      | FC Chauray      | FC Chauray      | FC Chauray      | FC Chauray      | FC Chauray      | FC Chauray      | FC Chauray      | FC Chauray      | FC Chauray      | FC Chauray      | FC Chauray      | FC Chauray      | FC Chauray      | FC Chauray      | FC Chauray      | FC Chauray      | FC Chauray      | FC Chauray      | FC Chauray      | FC Chauray      | FC Chauray      | FC Chauray      | FC Chauray      | FC Lorient rés. | FC Lorient rés. | FC Lorient rés. | FC Lorient rés. | FC Lorient rés. | FC Lorient rés. | FC Lorient rés. | FC Lorient rés. | FC Lorient rés. | FC Lorient rés. | FC Lorient rés. | FC Lorient rés. | FC Lorient rés. | FC Lorient rés. | FC Lorient rés. | FC Lorient rés. | FC Lorient rés. | FC Lorient rés. | FC Lorient rés. | FC Lorient rés. | FC Lorient rés. | FC Lorient rés. | FC Lorient rés. | FC Lorient rés. | FC Lorient rés. | FC Lorient rés. | FC Lorient rés. | FC Lorient rés. | FC Lorient rés. | FC Lorient rés. | FC Lorient rés. | FC Lorient rés. | FC Lorient rés. | FC Lorient rés. | FC Lorient rés. | FC Lorient rés. | FC Lorient rés. | FC Lorient rés. | FC Lorient rés. | FC Lorient rés. | FC Lorient rés. | FC Lorient rés. | FC Lorient rés. | FC Lorient rés. | FC Lorient rés. | FC Lorient rés. | FC Lorient rés. | FC Lorient rés. | FC Lorient rés. | FC Lorient rés. | FC Lorient rés. | FC Lorient rés. | FC Lorient rés. | FC Lorient rés. | FC Lorient rés. | FC Lorient rés. | FC Lorient rés. | FC Lorient rés. | FC Lorient rés. | FC Lorient rés. | FC Lorient rés. | FC Lorient rés. | FC Lorient rés. | FC Lorient rés. | FC Lorient rés. | FC Lorient rés. | FC Lorient rés. | FC Lorient rés. | FC Lorient rés. | FC Lorient rés. | FC Lorient rés. | FC Lorient rés. | FC Lorient rés. | FC Lorient rés. | FC Lorient rés. | FC Lorient rés. | FC Lorient rés. | FC Lorient rés. | FC Lorient rés. | FC Lorient rés. | FC Borgo   | FC Borgo   | FC Borgo   | FC Borgo   | FC Borgo   | FC Borgo   | FC Borgo   | FC Borgo   | FC Borgo   | FC Borgo   | FC Borgo   | FC Borgo   | FC Borgo   | FC Borgo   | FC Borgo   | FC Borgo   | FC Borgo   | FC Borgo   | FC Borgo   | FC Borgo   | FC Borgo   | FC Borgo   | FC Borgo   | FC Borgo   | FC Borgo   | FC Borgo   | FC Borgo   | FC Borgo   | FC Borgo   | FC Borgo   | FC Borgo   | FC Borgo   | FC Borgo   | FC Borgo   | FC Borgo   | FC Borgo   | FC Borgo   | FC Borgo   | FC Borgo   | FC Borgo   | FC Borgo   | FC Borgo   | FC Borgo   | FC Borgo   | FC Borgo   | FC Borgo   | FC Borgo   | FC Borgo   | FC Borgo   | FC Borgo   | FC Borgo   | FC Borgo   | FC Borgo   | FC Borgo   | FC Borgo   | FC Borgo   | FC Borgo   | FC Borgo   | FC Borgo   | FC Borgo   | FC Borgo   | FC Borgo   | FC Borgo   | FC Borgo   | FC Borgo   | FC Borgo   | FC Borgo   | FC Borgo   | FC Borgo   | FC Borgo   | FC Borgo   | FC Borgo   | FC Borgo   | FC Borgo   | FC Borgo   | FC Borgo   | FC Borgo   | FC Borgo   | FC Borgo   | FC Borgo   | FC dieppois | FC dieppois | FC dieppois | FC dieppois | FC dieppois | FC dieppois | FC dieppois | FC dieppois | FC dieppois | FC dieppois | FC dieppois | FC dieppois | FC dieppois | FC dieppois | FC dieppois | FC dieppois | FC dieppois | FC dieppois | FC dieppois | FC dieppois | FC dieppois | FC dieppois | FC dieppois | FC dieppois | FC dieppois | FC dieppois | FC dieppois | FC dieppois | FC dieppois | FC dieppois | FC dieppois | FC dieppois | FC dieppois | FC dieppois | FC dieppois | FC dieppois | FC dieppois | FC dieppois | FC dieppois | FC dieppois | FC dieppois | FC dieppois | FC dieppois | FC dieppois | FC dieppois | FC dieppois | FC dieppois | FC dieppois | FC dieppois | FC dieppois | FC dieppois | FC dieppois | FC dieppois | FC dieppois | FC dieppois | FC dieppois | FC dieppois | FC dieppois | FC dieppois | FC dieppois | FC dieppois | FC dieppois | FC dieppois | FC dieppois | FC dieppois | FC dieppois | FC dieppois | FC dieppois | FC dieppois | FC dieppois | FC dieppois | FC dieppois | FC dieppois | FC dieppois | FC dieppois | FC dieppois | FC dieppois | FC dieppois | FC dieppois | FC dieppois | FC Montlouis        | FC Montlouis        | FC Montlouis        | FC Montlouis        | FC Montlouis        | FC Montlouis        | FC Montlouis        | FC Montlouis        | FC Montlouis        | FC Montlouis        | FC Montlouis        | FC Montlouis        | FC Montlouis        | FC Montlouis        | FC Montlouis        | FC Montlouis        | FC Montlouis        | FC Montlouis        | FC Montlouis        | FC Montlouis        | FC Montlouis        | FC Montlouis        | FC Montlouis        | FC Montlouis        | FC Montlouis        | FC Montlouis        | FC Montlouis        | FC Montlouis        | FC Montlouis        | FC Montlouis        | FC Montlouis        | FC Montlouis        | FC Montlouis        | FC Montlouis        | FC Montlouis        | FC Montlouis        | FC Montlouis        | FC Montlouis        | FC Montlouis        | FC Montlouis        | FC Montlouis        | FC Montlouis        | FC Montlouis        | FC Montlouis        | FC Montlouis        | FC Montlouis        | FC Montlouis        | FC Montlouis        | FC Montlouis        | FC Montlouis        | FC Montlouis        | FC Montlouis        | FC Montlouis        | FC Montlouis        | FC Montlouis        | FC Montlouis        | FC Montlouis        | FC Montlouis        | FC Montlouis        | FC Montlouis        | FC Montlouis        | FC Montlouis        | FC Montlouis        | FC Montlouis        | FC Montlouis        | FC Montlouis        | FC Montlouis        | FC Montlouis        | FC Montlouis        | FC Montlouis        | FC Montlouis        | FC Montlouis        | FC Montlouis        | FC Montlouis        | FC Montlouis        | FC Montlouis        | FC Montlouis        | FC Montlouis        | FC Montlouis        | FC Montlouis        | US Lusitanos Saint-Maur | US Lusitanos Saint-Maur | US Lusitanos Saint-Maur | US Lusitanos Saint-Maur | US Lusitanos Saint-Maur | US Lusitanos Saint-Maur | US Lusitanos Saint-Maur | US Lusitanos Saint-Maur | US Lusitanos Saint-Maur | US Lusitanos Saint-Maur | US Lusitanos Saint-Maur | US Lusitanos Saint-Maur | US Lusitanos Saint-Maur | US Lusitanos Saint-Maur | US Lusitanos Saint-Maur | US Lusitanos Saint-Maur | US Lusitanos Saint-Maur | US Lusitanos Saint-Maur | US Lusitanos Saint-Maur | US Lusitanos Saint-Maur | US Lusitanos Saint-Maur | US Lusitanos Saint-Maur | US Lusitanos Saint-Maur | US Lusitanos Saint-Maur | US Lusitanos Saint-Maur | US Lusitanos Saint-Maur | US Lusitanos Saint-Maur | US Lusitanos Saint-Maur | US Lusitanos Saint-Maur | US Lusitanos Saint-Maur | US Lusitanos Saint-Maur | US Lusitanos Saint-Maur | US Lusitanos Saint-Maur | US Lusitanos Saint-Maur | US Lusitanos Saint-Maur | US Lusitanos Saint-Maur | US Lusitanos Saint-Maur | US Lusitanos Saint-Maur | US Lusitanos Saint-Maur | US Lusitanos Saint-Maur | US Lusitanos Saint-Maur | US Lusitanos Saint-Maur | US Lusitanos Saint-Maur | US Lusitanos Saint-Maur | US Lusitanos Saint-Maur | US Lusitanos Saint-Maur | US Lusitanos Saint-Maur | US Lusitanos Saint-Maur | US Lusitanos Saint-Maur | US Lusitanos Saint-Maur | US Lusitanos Saint-Maur | US Lusitanos Saint-Maur | US Lusitanos Saint-Maur | US Lusitanos Saint-Maur | US Lusitanos Saint-Maur | US Lusitanos Saint-Maur | US Lusitanos Saint-Maur | US Lusitanos Saint-Maur | US Lusitanos Saint-Maur | US Lusitanos Saint-Maur | US Lusitanos Saint-Maur | US Lusitanos Saint-Maur | US Lusitanos Saint-Maur | US Lusitanos Saint-Maur | US Lusitanos Saint-Maur | US Lusitanos Saint-Maur | US Lusitanos Saint-Maur | US Lusitanos Saint-Maur | US Lusitanos Saint-Maur | US Lusitanos Saint-Maur | US Lusitanos Saint-Maur | US Lusitanos Saint-Maur | US Lusitanos Saint-Maur | US Lusitanos Saint-Maur | US Lusitanos Saint-Maur | US Lusitanos Saint-Maur | US Lusitanos Saint-Maur | US Lusitanos Saint-Maur | US Lusitanos Saint-Maur | US Lusitanos Saint-Maur | SR Colmar  | SR Colmar  | SR Colmar  | SR Colmar  | SR Colmar  | SR Colmar  | SR Colmar  | SR Colmar  | SR Colmar  | SR Colmar  | SR Colmar  | SR Colmar  | SR Colmar  | SR Colmar  | SR Colmar  | SR Colmar  | SR Colmar  | SR Colmar  | SR Colmar  | SR Colmar  | SR Colmar  | SR Colmar  | SR Colmar  | SR Colmar  | SR Colmar  | SR Colmar  | SR Colmar  | SR Colmar  | SR Colmar  | SR Colmar  | SR Colmar  | SR Colmar  | SR Colmar  | SR Colmar  | SR Colmar  | SR Colmar  | SR Colmar  | SR Colmar  | SR Colmar  | SR Colmar  | SR Colmar  | SR Colmar  | SR Colmar  | SR Colmar  | SR Colmar  | SR Colmar  | SR Colmar  | SR Colmar  | SR Colmar  | SR Colmar  | SR Colmar  | SR Colmar  | SR Colmar  | SR Colmar  | SR Colmar  | SR Colmar  | SR Colmar  | SR Colmar  | SR Colmar  | SR Colmar  | SR Colmar  | SR Colmar  | SR Colmar  | SR Colmar  | SR Colmar  | SR Colmar  | SR Colmar  | SR Colmar  | SR Colmar  | SR Colmar  | SR Colmar  | SR Colmar  | SR Colmar  | SR Colmar  | SR Colmar  | SR Colmar  | SR Colmar  | SR Colmar  | SR Colmar  | SR Colmar  | FC Limonest DSD         | FC Limonest DSD         | FC Limonest DSD         | FC Limonest DSD         | FC Limonest DSD         | FC Limonest DSD         | FC Limonest DSD         | FC Limonest DSD         | FC Limonest DSD         | FC Limonest DSD         | FC Limonest DSD         | FC Limonest DSD         | FC Limonest DSD         | FC Limonest DSD         | FC Limonest DSD         | FC Limonest DSD         | FC Limonest DSD         | FC Limonest DSD         | FC Limonest DSD         | FC Limonest DSD         | FC Limonest DSD         | FC Limonest DSD         | FC Limonest DSD         | FC Limonest DSD         | FC Limonest DSD         | FC Limonest DSD         | FC Limonest DSD         | FC Limonest DSD         | FC Limonest DSD         | FC Limonest DSD         | FC Limonest DSD         | FC Limonest DSD         | FC Limonest DSD         | FC Limonest DSD         | FC Limonest DSD         | FC Limonest DSD         | FC Limonest DSD         | FC Limonest DSD         | FC Limonest DSD         | FC Limonest DSD         | FC Limonest DSD         | FC Limonest DSD         | FC Limonest DSD         | FC Limonest DSD         | FC Limonest DSD         | FC Limonest DSD         | FC Limonest DSD         | FC Limonest DSD         | FC Limonest DSD         | FC Limonest DSD         | FC Limonest DSD         | FC Limonest DSD         | FC Limonest DSD         | FC Limonest DSD         | FC Limonest DSD         | FC Limonest DSD         | FC Limonest DSD         | FC Limonest DSD         | FC Limonest DSD         | FC Limonest DSD         | FC Limonest DSD         | FC Limonest DSD         | FC Limonest DSD         | FC Limonest DSD         | FC Limonest DSD         | FC Limonest DSD         | FC Limonest DSD         | FC Limonest DSD         | FC Limonest DSD         | FC Limonest DSD         | FC Limonest DSD         | FC Limonest DSD         | FC Limonest DSD         | FC Limonest DSD         | FC Limonest DSD         | FC Limonest DSD         | FC Limonest DSD         | FC Limonest DSD         | FC Limonest DSD         | FC Limonest DSD         | FC Rousset SVO        | FC Rousset SVO        | FC Rousset SVO        | FC Rousset SVO        | FC Rousset SVO        | FC Rousset SVO        | FC Rousset SVO        | FC Rousset SVO        | FC Rousset SVO        | FC Rousset SVO        | FC Rousset SVO        | FC Rousset SVO        | FC Rousset SVO        | FC Rousset SVO        | FC Rousset SVO        | FC Rousset SVO        | FC Rousset SVO        | FC Rousset SVO        | FC Rousset SVO        | FC Rousset SVO        | FC Rousset SVO        | FC Rousset SVO        | FC Rousset SVO        | FC Rousset SVO        | FC Rousset SVO        | FC Rousset SVO        | FC Rousset SVO        | FC Rousset SVO        | FC Rousset SVO        | FC Rousset SVO        | FC Rousset SVO        | FC Rousset SVO        | FC Rousset SVO        | FC Rousset SVO        | FC Rousset SVO        | FC Rousset SVO        | FC Rousset SVO        | FC Rousset SVO        | FC Rousset SVO        | FC Rousset SVO        | FC Rousset SVO        | FC Rousset SVO        | FC Rousset SVO        | FC Rousset SVO        | FC Rousset SVO        | FC Rousset SVO        | FC Rousset SVO        | FC Rousset SVO        | FC Rousset SVO        | FC Rousset SVO        | FC Rousset SVO        | FC Rousset SVO        | FC Rousset SVO        | FC Rousset SVO        | FC Rousset SVO        | FC Rousset SVO        | FC Rousset SVO        | FC Rousset SVO        | FC Rousset SVO        | FC Rousset SVO        | FC Rousset SVO        | FC Rousset SVO        | FC Rousset SVO        | FC Rousset SVO        | FC Rousset SVO        | FC Rousset SVO        | FC Rousset SVO        | FC Rousset SVO        | FC Rousset SVO        | FC Rousset SVO        | FC Rousset SVO        | FC Rousset SVO        | FC Rousset SVO        | FC Rousset SVO        | FC Rousset SVO        | FC Rousset SVO        | FC Rousset SVO        | FC Rousset SVO        | FC Rousset SVO        | FC Rousset SVO        |                 |                 |                 |                 |                 |                 |                 |                 |                 |                 |                 |                 |                 |                 |                 |                 |                 |                 |                 |                 |                 |                 |                 |                 |                 |                 |                 |                 |                 |                 |                 |                 |                 |                 |                 |                 |                 |                 |                 |                 |                 |                 |                 |                 |                 |                 |                 |                 |                 |                 |                 |                 |                 |                 |                 |                 |                 |                 |                 |                 |                 |                 |                 |                 |                 |                 |                 |                 |                 |                 |                 |                 |                 |                 |                 |                 |                 |                 |                 |                 |

Depuis 2025
| National 3 | National 3 | National 3 | National 3 | National 3 | National 3 | National 3 | National 3 | National 3 |
| Saison     | Groupe A   | Groupe B   | Groupe C   | Groupe D   | Groupe E   | Groupe F   | Groupe G   | Groupe H   |
| ---------- | ---------- | ---------- | ---------- | ---------- | ---------- | ---------- | ---------- | ---------- |
| 2025-2026  |            |            |            |            |            |            |            |            |

Légende

### Palmarès par club
Le tableau suivant liste les clubs vainqueurs de groupe de N2/CFA au moins deux fois, le nombre et les années correspondantes par ordre chronologique. Les plus titrés sont l'AJ Auxerre et le FC Lorient avec 5 fois devant Le Mans FC, Calais RUFC et Stade bordelais avec chacun 4 titres.
| Clubs                       | Nombre | Saison                                                         |
| --------------------------- | ------ | -------------------------------------------------------------- |
| AJ Auxerre                  | 5      | 1998 2e rés., 1999 2e rés., 2003 2e rés., 2015 rés., 2020 rés. |
| FC Lorient                  | 5      | 1997 rés., 2002 rés., 2010 rés., 2014 rés., 2025 rés.          |
| Le Mans FC                  | 4      | 1994 rés., 1998 rés., 1999 rés., 2005 rés.                     |
| Calais RUFC                 | 4      | 1998, 2003, 2010, 2011                                         |
| Stade bordelais             | 4      | 2006, 2012, 2017, 2022                                         |
| Red Star FC                 | 3      | 1995 rés., 2001 rés., 2006                                     |
| FC Vesoul                   | 3      | 2001, 2006, 2013                                               |
| RC Strasbourg               | 3      | 2011 rés., 2012, 2017 rés.                                     |
| FC Nantes                   | 3      | 2000 rés., 2013 rés., 2018 rés.                                |
| AS Saint-Étienne            | 3      | 2000 rés., 2014 rés., 2018 rés.                                |
| SM Caen                     | 3      | 2006 rés., 2007 rés., 2020 rés.                                |
| FC Metz                     | 3      | 2010 rés., 2014 rés., 2020 rés.                                |
| AS Beauvais                 | 3      | 1994 rés., 2017, 2020                                          |
| AS Saint-Priest             | 3      | 2013, 2017, 2024                                               |
| LB Châteauroux              | 2      | 1996 rés., 1998 rés.                                           |
| ES Vitrolles                | 2      | 1995, 1999                                                     |
| Amiens SC                   | 2      | 1996, 2002                                                     |
| RC Fléchois                 | 2      | 1996, 2002                                                     |
| US Sénart-Moissy            | 2      | 1997, 2002                                                     |
| FC Sochaux-Montbéliard      | 2      | 2000, 2002                                                     |
| USON Mondeville             | 2      | 2000, 2004                                                     |
| FC Gueugnon                 | 2      | 1997, 2005                                                     |
| VF Fontenay                 | 2      | 1997, 2007                                                     |
| ES Troyes AC                | 2      | 1997 rés., 2008 rés.                                           |
| RCO Agde                    | 2      | 2000, 2008                                                     |
| Stade raphaëlois            | 2      | 2002, 2009                                                     |
| USJA Carquefou              | 2      | 2004, 2009                                                     |
| SA Epinal                   | 2      | 2004, 2009                                                     |
| US Roye-Noyon               | 2      | 2003, 2012                                                     |
| Grenoble Foot 38            | 2      | 2009 rés., 2012                                                |
| Entente SSG                 | 2      | 2001, 2013                                                     |
| AS Vitré                    | 2      | 2005, 2013                                                     |
| Bergerac Périgord FC        | 2      | 1994, 2015                                                     |
| SC Toulon                   | 2      | 2003, 2016                                                     |
| FCSR Haguenau               | 2      | 2000, 2018                                                     |
| US Endoume                  | 2      | 2001, 2018                                                     |
| FC Girondins de Bordeaux    | 2      | 2002 rés., 2018 rés.                                           |
| Nîmes Olympique             | 2      | 2006 rés., 2018 rés.                                           |
| Angers SCO                  | 2      | 1994, 2019                                                     |
| Olympique Saint-Quentin     | 2      | 1996, 2019                                                     |
| SC Bastia                   | 2      | 2001 rés., 2019                                                |
| EA Guingamp                 | 2      | 2001, 2019                                                     |
| Dijon FCO                   | 2      | 2005, 2019                                                     |
| Montpellier HSC             | 2      | 2014, 2019                                                     |
| Tours FC                    | 2      | 2009, 2020                                                     |
| Stade montois               | 2      | 2011, 2020                                                     |
| Voltigeurs de Châteaubriant | 2      | 2015, 2020                                                     |
| Olympique de Saumur         | 2      | 2011, 2022                                                     |
| Wasquehal Football          | 2      | 2015, 2022                                                     |
| Stade rennais FC            | 2      | 2016 rés., 2022 rés.                                           |
| ASC Biesheim                | 2      | 1996, 2023                                                     |
| FC Libourne                 | 2      | 1999, 2023                                                     |
| FCM Aubervilliers           | 2      | 2010, 2023                                                     |
| Entente Feignies Aulnoye FC | 2      | 2018, 2023                                                     |
| Stade poitevin FC           | 2      | 2003, 2024                                                     |
| Vendée Poiré Football       | 2      | 2010, 2024                                                     |
| GFA Rumilly-Vallières       | 2      | 2020, 2024                                                     |
| FC Borgo                    | 2      | 1997, 2025                                                     |
| Aviron bayonnais            | 2      | 2003, 2025                                                     |
| FC dieppois                 | 2      | 2013, 2025                                                     |
| SR Colmar                   | 2      | 2022, 2025                                                     |